# Danh sách tập phim Doraemon (2015–2024)
Doraemon ban đầu là một manga dài kỳ được sáng tác bởi họa sĩ Fujiko F. Fujio. Nội dung xoay quanh chú mèo máy Doraemon sản phẩm công nghệ của tương lai về quá khứ giúp cậu bé Nobita hậu đậu, vụng về cải thiện cuộc sống. Tác phẩm ba lần được chuyển thể thành anime: giai đoạn 1 (1973) gồm 52 tập phát trên kênh Nippon TV, giai đoạn 2 (1979–2005) gồm 1787 tập và giai đoạn 3 (2005–nay) với hơn 1400 tập đã được phát sóng sau hơn 800 buổi phát sóng.
Sau đây là danh sách các tập phim Doraemon mới đã được phát sóng từ năm 2015 đến 2024.

## Danh sách
| Lưu ý | Lưu ý | Lưu ý | Lưu ý | Lưu ý | Lưu ý |
| --- | ----- | ----- | ----- | ----- | ----- |
| Tên một số tập phim bằng tiếng Việt trong bài viết này không phải là tên chính thức do bản dịch phát hành tại Việt Nam không đảm bảo về độ chính xác và tính thống nhất |       |       |       |       |       |

Phần trước: Danh sách tập phim Doraemon (2005–2014)

### Năm 2015
| #                                                                       | Tên tập phim | Ngày phát sóng gốc   | Ngày phát sóng tiếng Việt |
| ----------------------------------------------------------------------- | --- | -------------------- | ------------------------- |
| 664                                                                     | "Hạt tiêu đất sét gây náo loạn đường phố" "Machinaka gunyagunyanendoron" (町中グニャグニャネンドロン)                                                                         | 9 tháng 1 năm 2015   | 23 tháng 7 năm 2021       |
| 665                                                                     | "Mùa đông đến thì biến thành nàng tiên tuyết thôi" "Samui hi wa yukion'na ni narou!" (寒い日は雪女になろう!)                                                                  | 9 tháng 1 năm 2015   | 26 tháng 7 năm 2021       |
| 666                                                                     | "Dùng căn cứ bí mật bảo vệ thế giới" "Himitsu kichi de sekai o mamore!" (秘密基地で世界を守れ！)                                                                              | 23 tháng 1 năm 2015  | 26 tháng 7 năm 2021       |
| 667                                                                     | "Xe ba bánh không gian bốn chiều" "Shi-jigen saikuringu" (四次元サイクリング)                                                                                                 | 23 tháng 1 năm 2015  | 27 tháng 7 năm 2021       |
| 668                                                                     | "Thợ săn khủng long" "Kyōryū Hunter" (恐竜ハター) | 6 tháng 2 năm 2015   | 28 tháng 7 năm 2021       |
| 669                                                                     | "Mochi, sumo và ngày lễ tình nhân" "Bareintan ni hao mochi to sumō o" (バレインタンにはおモチとすもうを)                                                                      | 13 tháng 2 năm 2015  | 27 tháng 7 năm 2021       |
| 670                                                                     | "Shizuka và khu trượt tuyết thu nhỏ" "Shizukachan to hako niwa sukī-ba" (しずかちゃんと はこ庭スキー場)                                                                       | 13 tháng 2 năm 2015  | 29 tháng 7 năm 2021       |
| 671                                                                     | "Người giàu hơn Suneo xuất hiện" "Suneotto yori kanemochi ga yattekita" (スネ夫より金持ちがやってきた)                                                                        | 20 tháng 2 năm 2015  | 29 tháng 7 năm 2021       |
| 672                                                                     | "Bánh bao thú nuôi" "Petto sokkuri manjū" (ペットそっくりまんじゅう) | 20 tháng 2 năm 2015  | 30 tháng 7 năm 2021       |
| 673                                                                     | "Balô vô địch" "Muteki no sū pārandose ru" (無敵のスーパーランドセル) | 27 tháng 2 năm 2015  | 30 tháng 7 năm 2021       |
| 674                                                                     | "Lặn xuống đi, vỏ sò!" "Mogure! Hamaguripakku" (もぐれ!ハマグリパック) | 27 tháng 2 năm 2015  | 2 tháng 8 năm 2021        |
| -                                                                       | "Phim Doraemon: Phiên bản mới • Nobita thám hiểm vùng đất mới - Peko và 5 nhà thám hiểm"                                                                                      | 6 tháng 3 năm 2015   | 7 tháng 1 năm 2018        |
| 675                                                                     | "Tàu vũ trụ bằng thùng giấy của Nobita" "Nobita no danbōru uchū sutēshon" (のび太のダンボール宇宙ステーション)                                                                | 13 tháng 3 năm 2015  | 3 tháng 8 năm 2021        |
| 676                                                                     | "Trừng trị Jaian xấu xa" "Yokodori jaian o korashimeyou" (横取りジャイアンをこらしめよう)                                                                                     | 20 tháng 3 năm 2015  | 2 tháng 8 năm 2021        |
| 677                                                                     | "Chuyển nhà đến đây và cả đến kia" "Achikochi hikkosou" (あちこちひっこそう)                                                                                                  | 20 tháng 3 năm 2015  | 4 tháng 8 năm 2021        |
| 678                                                                     | "Chiếc dù tình cảm" "Aiai parasoru" (あいあいパラソル) | 10 tháng 4 năm 2015  | Không phát sóng           |
| 679                                                                     | "Đi tìm thủ phạm bằng cỗ máy thời gian" "Taimu mashin de han'nin o" (タイムマシンで犯人を)                                                                                    | 10 tháng 4 năm 2015  | Không phát sóng           |
| 680                                                                     | "Đồng hồ tức thời" "Mushakushataimā" (ムシャクシャタイマー) | 10 tháng 4 năm 2015  | Không phát sóng           |
| 681                                                                     | "Chia đôi dòng sông bằng cây gậy Moses" "Sutekki de kawa o mapputatsu" (ステッキで川をまっぷたつ)                                                                             | 17 tháng 4 năm 2015  | 4 tháng 8 năm 2021        |
| 682                                                                     | "Hoá đơn trả đũa" "Shika eshi denpyō" (しかえし伝票) | 17 tháng 4 năm 2015  | 5 tháng 8 năm 2021        |
| 683                                                                     | "Chuyến du hành trên thuyền cá heo" "Iruka ni notte uminotabi" (イルカにのって海の旅)                                                                                         | 24 tháng 4 năm 2015  | 5 tháng 8 năm 2021        |
| 684                                                                     | "Người máy chuyên tư vấn tâm lý" "Itawari robotto" (いたわりロボット) | 24 tháng 4 năm 2015  | 6 tháng 8 năm 2021        |
| 685                                                                     | "Jaian bay trên bầu trời cao" "Jaian ga tonde kita" (ジャイアンが飛んできた)                                                                                                  | 1 tháng 5 năm 2015   | 6 tháng 8 năm 2021        |
| 686                                                                     | "Hoa lãng quên" "Wasurero Gurasu" (わすれろ草) | 1 tháng 5 năm 2015   | 3 tháng 8 năm 2021        |
| 687                                                                     | "Trận chiến vĩ đại của chúng ta trên bầu trời" "Boku-ra no dai kūchū-sen" (ぼくらの大空中戦)                                                                                  | 8 tháng 5 năm 2015   | 9 tháng 8 năm 2021        |
| 688                                                                     | "Muốn ghét cũng không ghét nổi" "Nikumenain" (ニクメナイン) | 8 tháng 5 năm 2015   | 9 tháng 8 năm 2021        |
| 689                                                                     | "Nhà Nobita ở tầng thứ 30" "Nobi-ka wa san jū-kai" (野比家は三十階) | 15 tháng 5 năm 2015  | 10 tháng 8 năm 2021       |
| 690                                                                     | "Cây quà tặng nổi loạn" "Bōsō! Purezento no ki" (暴走!プレゼントの木) | 15 tháng 5 năm 2015  | 10 tháng 8 năm 2021       |
| 691                                                                     | "Xem hình ảnh bằng nước" "Mizu wa mite ita" (水はみていた) | 15 tháng 5 năm 2015  | 10 tháng 8 năm 2021       |
| 692                                                                     | "Ấm nước may mắn" "Rakkī yakan" (ラッキーやかん) | 22 tháng 5 năm 2015  | 2 tháng 5 năm 2022        |
| 693                                                                     | "Biến mọi thứ thành đồ chơi nhồi bông" "Nan demo nuigurumi ni..." (なんでもぬいぐるみに...)                                                                                   | 22 tháng 5 năm 2015  | 2 tháng 5 năm 2022        |
| 694                                                                     | "Mình muốn trở thành người lớn" "Otonaninaritai" (大人になりたい) | 22 tháng 5 năm 2015  | 2 tháng 5 năm 2022        |
| 695                                                                     | "Điều gì đó đã xảy ra lúc 7 giờ" "Shichiji ni nanika ga okoru" (七時に何かがおこる)                                                                                           | 29 tháng 5 năm 2015  | 3 tháng 5 năm 2022        |
| 696                                                                     | "Hộp hù doạ" "Bikkuribakosutekki" (びっくり箱ステッキ) | 29 tháng 5 năm 2015  | 3 tháng 5 năm 2022        |
| 697                                                                     | "Kẻ vô dụng hơn cả mình" "Bokuyoridamenayatsugakita" (ぼくよりダメなやつがきた)                                                                                               | 29 tháng 5 năm 2015  | 3 tháng 5 năm 2022        |
| Tập phim có nội dung được làm lại từ tập 244 trong loạt phim anime.     | |                      |                           |
| 698                                                                     | "Thủy cung trong nhà" "O zashiki suizokukan" (おざしき水族館) | 5 tháng 6 năm 2015   | 4 tháng 5 năm 2022        |
| 699                                                                     | "Chú khỉ tiền thưởng" "Odachinpanjī" (オダチンパンジー) | 5 tháng 6 năm 2015   | 4 tháng 5 năm 2022        |
| 700                                                                     | "Ngày dài của Nobita" "Nobita no nagai tsuitachi" (のび太の長い一日) | 5 tháng 6 năm 2015   | 4 tháng 5 năm 2022        |
| 701                                                                     | "Tấm hình toàn cảnh! Máy thăm dò mặt cắt" "Marumie! Dansō bijon" (まる見え!断層ビジョン)                                                                                      | 12 tháng 6 năm 2015  | 5 tháng 5 năm 2022        |
| 702                                                                     | "Chương trình ẩm thực của Nobita" "Totsuzen Geki! Nobita no gurumeripōto" (突げき!のび太のグルメリポート)                                                                     | 12 tháng 6 năm 2015  | 5 tháng 5 năm 2022        |
| 703                                                                     | "Năm nay ngày đó đã tới!" "Kotoshi mo ano Ni~Tsu ga yattekita!" (今年もあの日がやってきた!)                                                                                   | 12 tháng 6 năm 2015  | 5 tháng 5 năm 2022        |
| Tập phim có nội dung được làm lại từ tập 175&176 trong loạt phim anime. | |                      |                           |
| 704                                                                     | "Chụp hình bằng máy ảnh ưa ngoại hình" "Boku o utsushite! Men kui kamera" (ボクを写して!めんくいカメラ / tạm dịch: "Bản sao của tớ! Camera chuộng ngoại hình")                | 19 tháng 6 năm 2015  | 6 tháng 5 năm 2022        |
| 705                                                                     | "Viên uống nối từ" "Shiri toride nesshī ni" (しりとりでネッシーに / tạm dịch: "Biến thân thành Nessie")                                                                       | 19 tháng 6 năm 2015  | 6 tháng 5 năm 2022        |
| 706                                                                     | "Săn bóng" "Kagegari" (かげがり / tạm dịch: "Bóng đêm nổi loạn") | 19 tháng 6 năm 2015  | 6 tháng 5 năm 2022        |
| Tập phim có nội dung được làm lại từ tập 33 trong loạt phim anime.      | |                      |                           |
| 707                                                                     | "Cắt biển mang về nhà" "Umi o hito kire kiritotte" (海をひときれ切りとって)                                                                                                   | 26 tháng 6 năm 2015  | 9 tháng 5 năm 2022        |
| 708                                                                     | "Găng tay đụng chạm" "Ato wa omakase tatchitebukuro" (あとはおまかせタッチてぶくろ)                                                                                           | 26 tháng 6 năm 2015  | 9 tháng 5 năm 2022        |
| 709                                                                     | "Nobita nhịn đói ba ngày" "Hara peko Nobita no 3-kakan" (腹ペコのび太の3日間)                                                                                                 | 26 tháng 6 năm 2015  | 9 tháng 5 năm 2022        |
| 710                                                                     | "Chậm và nhanh" "Noronoro, jitabata" (のろのろ、じたばた) | 10 tháng 7 năm 2015  | 10 tháng 5 năm 2022       |
| Tập phim có nội dung được làm lại từ tập 4 trong loạt phim anime.       | |                      |                           |
| 711                                                                     | "Nobita lần đầu đập dưa hấu" "Suika-wari ni suikapen" (スイカ割りにスイカペン / tạm dịch: "Bút dưa hấu")                                                                      | 10 tháng 7 năm 2015  | 10 tháng 5 năm 2022       |
| 712                                                                     | "Máy hút linh hồn" "Tamashiimu mashin" (タマシイム・マシン) | 10 tháng 7 năm 2015  | 10 tháng 5 năm 2022       |
| 713                                                                     | "Dàn nhạc cảm xúc thăng hoa" "Mūdo mori age gakudan" (ムードも りあげ楽団) | 24 tháng 7 năm 2015  | Không phát sóng           |
| Tập phim có nội dung được làm lại từ tập 27 trong loạt phim anime.      | |                      |                           |
| 714                                                                     | "Bộ đồ nướng BBQ không dễ chút nào" "Rakuraku bā be kyūsetto wa raku janai" (楽々バー べキューセッ トはラク じゃない)                                                         | 24 tháng 7 năm 2015  | Không phát sóng           |
| 715                                                                     | "Cuộc phiêu lưu vĩ đại ở biển phương Nam - Kho báu của thuyền trưởng mũ bạc" "Nankai no dai bōken ~ kyaputen shirubā nozaihō ~" (南海の大冒険～キャプテン・シ ルバーの財宝～) | 24 tháng 7 năm 2015  | Không phát sóng           |
| 716                                                                     | "Thời tiết thay đổi thất thường" "Nobita ga nakeba ame ga furu" (のび太が泣けば雨がふる / tạm dịch: "Nobita cứ khóc là mưa")                                                  | 31 tháng 7 năm 2015  | 11 tháng 5 năm 2022       |
| 717                                                                     | "Chuyến thám hiểm bằng giấy xếp hình" "Janguru tanken ni haori-shi o" (ジャングル探検にはおり紙を)                                                                            | 31 tháng 7 năm 2015  | 11 tháng 5 năm 2022       |
| 718                                                                     | "Hương trầm ma đáng sợ" "Zokuzoku! Obake senkō" (ゾクゾク!おばけ線香) | 21 tháng 8 năm 2015  | 12 tháng 5 năm 2022       |
| 719                                                                     | "Hoa tin đồn đã nở" "Uwasa hana shi ga sai chatta!" (うわさ花しが咲いちゃった!)                                                                                               | 21 tháng 8 năm 2015  | 12 tháng 5 năm 2022       |
| 720                                                                     | "Jaian trả ơn" "Jaian no ongaeshi" (ジャイアンの恩返し) | 28 tháng 8 năm 2015  | 13 tháng 5 năm 2022       |
| 721                                                                     | "Xây dựng một hòn đảo riêng tư" "Minami no shima o kumitateyou" (南の島を組み立てよう)                                                                                        | 28 tháng 8 năm 2015  | 13 tháng 5 năm 2022       |
| 722                                                                     | "Chuyến tàu cao tốc Nobita và kẻ săn tàu bí ẩn1 tiếng" "Nobita tokkyū to nazo no toreinhantā" (のび太特急と謎のトレインハンター)                                              | 4 tháng 9 năm 2015   | Không phát sóng           |
| 723                                                                     | "Bán đêm tối" "Yoru o urimasu" (夜を売ります) | 11 tháng 9 năm 2015  | 16 tháng 5 năm 2022       |
| 724                                                                     | "Thỏ quái vật ở đồi lớn" "Ura yama no usagi kaijū" (うら山のウサギ怪獣) | 11 tháng 9 năm 2015  | 16 tháng 5 năm 2022       |
| 725                                                                     | "Lãnh chúa Nobita xuất hiện" "Appare! Nobi tonosama" (アッパレ ！ のび 殿さま)                                                                                                | 9 tháng 10 năm 2015  | 17 tháng 5 năm 2022       |
| 726                                                                     | "Bản hoà tấu mùa thu của côn trùng" "Aki no mushi no risaitaru" (秋の虫のリサイタル)                                                                                          | 9 tháng 10 năm 2015  | 17 tháng 5 năm 2022       |
| 727                                                                     | "Giấu đi mọi thứ bằng những viên bi" "Shizume-dama de sukkiri" (しずめ玉でスッキリ)                                                                                           | 16 tháng 10 năm 2015 | 18 tháng 5 năm 2022       |
| 728                                                                     | "Giá trị của một món đồ" "Nobita no otakara kantei" (のび太のお宝鑑定) | 16 tháng 10 năm 2015 | 18 tháng 5 năm 2022       |
| 729                                                                     | "Halloween và chú ếch Nobita" "Harō~in to nobi-gaeru" (ハロウィンとのびガエル)                                                                                                | 23 tháng 10 năm 2015 | 19 tháng 5 năm 2022       |
| 730                                                                     | "Sự ra đời của một hoạ sĩ truyện tranh" "Tanjō! Manga-ka risuchīne sensei" (誕生!まんが家リスチーネ先生)                                                                      | 23 tháng 10 năm 2015 | 19 tháng 5 năm 2022       |
| 731                                                                     | "Cá thu đao ở đây nè" "Soratobu sanma ga yattekita" (空飛ぶサンマがやってきた)                                                                                                | 30 tháng 10 năm 2015 | 20 tháng 5 năm 2022       |
| 732                                                                     | "Câu chuyện về những trái hồng năm xưa" "Mukashi no kaki no monogatari" (昔のカキの物語)                                                                                      | 30 tháng 10 năm 2015 | 20 tháng 5 năm 2022       |
| 733                                                                     | "Giày siêu tốc đưa lên núi và bầu trời" "Yama e! Sora e! Nori mo no gutsu" (山へ！空へ ！ 乗りものぐつ / tạm dịch: "Leo núi! Bay lên không trung! Giầy giao thông")           | 6 tháng 11 năm 2015  | 23 tháng 5 năm 2022       |
| 734                                                                     | "Mẹ trở thành một đứa trẻ" "Mama, shōgakusei ni naru" (ママ、小学生になる / tạm dịch: "Khi mẹ trở thành nữ sinh tiểu học")                                                    | 6 tháng 11 năm 2015  | 23 tháng 5 năm 2022       |
| 735                                                                     | "Tụi con muốn ăn nấm tùng nhung" "Matsutake tabetai" (マツタケ食べたい) | 13 tháng 11 năm 2015 | 24 tháng 5 năm 2022       |
| 736                                                                     | "Chú ngựa đảo ngược định mệnh" "Boku o kette! Saiō-ba" (ボクをけって！サイオー馬 / tạm dịch: "Đá tôi đi! Ngựa Saio")                                                          | 13 tháng 11 năm 2015 | 24 tháng 5 năm 2022       |
| 737                                                                     | "Bút chì y như đức" "Hon mono kureyon" (ほんものクレヨン) | 20 tháng 11 năm 2015 | 25 tháng 5 năm 2022       |
| 738                                                                     | "Túi cảm cúm và thuốc giả bệnh" "Kaze bu kuro to inchikigusuri" (かぜぶくろといんちき薬)                                                                                      | 20 tháng 11 năm 2015 | 25 tháng 5 năm 2022       |
| 739                                                                     | "Truy bắt những tên trộm" "Nobi dorobō o taiho seyo" (のび泥棒をタイホせよ)                                                                                                   | 27 tháng 11 năm 2015 | 26 tháng 5 năm 2022       |
| 740                                                                     | "Hãy làm cho cậu ấy cười!" "Ano ko o warawasero!" (あの子を笑わせろ !) | 27 tháng 11 năm 2015 | 26 tháng 5 năm 2022       |
| 741                                                                     | "Buổi biểu diễn của Jaian không thể dừng lại" "Jaian no uta ga yame rarenai" (ジャイアンの歌がやめられない)                                                                   | 4 tháng 12 năm 2015  | 27 tháng 5 năm 2022       |
| 742                                                                     | "Pizza và bánh bao Gyoza tỏa sáng trên bầu trời đêm" "Yozora ni kagayaku piza gyōza" (夜空に輝くピザ・ギョーザ)                                                               | 4 tháng 12 năm 2015  | 27 tháng 5 năm 2022       |
| 743                                                                     | "Thoát ra nào! Bánh kem giáng sinh khổng lồ" "Dasshutsu! ! Kyodai kurisumasukēki" (脱出!!巨大クリスマスケーキ)                                                                | 11 tháng 12 năm 2015 | 30 tháng 5 năm 2022       |
| 744                                                                     | "Trượt băng thì hãy đến kỷ Băng hà nào!" "Sukēto surunara hyōgaki de" (スケートするなら氷河期で)                                                                              | 11 tháng 12 năm 2015 | 30 tháng 5 năm 2022       |
| 745                                                                     | "Lần đầu bán ánh sáng cô đặc" "Hatsu uri dorai raito" (初売りドライ・ライト)                                                                                                  | 31 tháng 12 năm 2015 | Không phát sóng           |
| 746                                                                     | "Chơi Hyakunin Isshu bằng bánh mì trí nhớ" "Hyakunin'isshu ni ankipan" (百人一首にアンキパン / tạm dịch: "Bánh mì trí nhớ và tập thơ "Bách nhân nhất thủ"")                   | 31 tháng 12 năm 2015 | Không phát sóng           |
| 747                                                                     | "Xây dựng lại khách sạn cũ" "Onboro ryokan o tate naose" (オンボロ旅館をたて直せ)                                                                                             | 31 tháng 12 năm 2015 | Không phát sóng           |
| 748                                                                     | "Tuyết rơi cũng ấm áp với máy điều hòa nhiệt độ" "Yuki demo pokapoka! Eakon foto" (雪でもポカポカ! エアコンフォト)                                                            | 31 tháng 12 năm 2015 | Không phát sóng           |

### Năm 2016
| #                                                                  | Tên tập phim | Ngày phát sóng gốc   | Ngày phát sóng tiếng Việt |
| ------------------------------------------------------------------ | --- | -------------------- | ------------------------- |
| 749                                                                | "Đại chiến Genpei" "Doradora genpeigassen 〜 shizukachan gozen o sukue!〜" (ドラドラ源平合戦〜しずかちゃん御前を救え！〜 / tạm dịch: "Dora Dora trong Đại chiến Genpei ~Cuộc chiến gia tộc giải cứu Shizuka~")                                | 15 tháng 1 năm 2016  | 31 tháng 5 năm 2022       |
| 750                                                                | "Thức ăn đồng nhất cho thú cưng" "Sokkuri petto dai shūgō" (そっくりペット大集合) | 22 tháng 1 năm 2016  | 1 tháng 6 năm 2022        |
| 751                                                                | "Đoàn tụ với Nobita sau 5 năm" "Saikai! 5-Nen-buri no Nobita" (再会！5年ぶりののび太) | 22 tháng 1 năm 2016  | 1 tháng 6 năm 2022        |
| 752                                                                | "Chuyến phiêu lưu xuyên thời gian của Doraemon" "Doradora jikū adobenchā Nobita dogū no nazo" (ドラドラ時空アドベンチャーのび太土偶の謎 / tạm dịch: "Chuyến phiêu lưu xuyên không gian thời gian của Dora Dora và bí ẩn về bức tượng Nobita") | 29 tháng 1 năm 2016  | 2 tháng 6 năm 2022        |
| 753                                                                | "Cửa buồng không tồn tại" "Naiheyadoa" (ナイヘヤドア) | 29 tháng 1 năm 2016  | 2 tháng 6 năm 2022        |
| 754                                                                | "Mình là Mari" "Boku, Mari-chan" (ぼく、マリちゃんだよ) | 5 tháng 2 năm 2016   | 3 tháng 6 năm 2022        |
| 755                                                                | "Cuốn truyện này vui ghê" "Zurashin bo" (ずらしんぼ) | 5 tháng 2 năm 2016   | 3 tháng 6 năm 2022        |
| 756                                                                | "Tình yêu và bánh quy biến hình" "Koisuru! ? Henshin bisuketto" (恋する!?変身ビスケット) | 12 tháng 2 năm 2016  | 6 tháng 6 năm 2022        |
| 757                                                                | "Kính lúp dự báo" "Suru koto renzu" (することレンズ / tạm dịch: "Kính nhìn xuyên thấu ý nghĩ") | 12 tháng 2 năm 2016  | 6 tháng 6 năm 2022        |
| 758                                                                | "Thay đổi chất liệu cho mọi thứ" "Nan demo zaishitsuhenkanki" (なんでも材質変換機) | 19 tháng 2 năm 2016  | 7 tháng 6 năm 2022        |
| 759                                                                | "Người tuyết không bao giờ quên" "yukidaruma wa wasurenai" (雪だるま は忘れない) | 19 tháng 2 năm 2016  | 7 tháng 6 năm 2022        |
| 760                                                                | "Nobita và chuyên gia món lẩu" "Nobita wa urusai nabe bugyō" (のび太はうるさいナベ奉行 / tạm dịch: "Nobita là vị thánh ăn phiền phức") | 26 tháng 2 năm 2016  | 8 tháng 6 năm 2022        |
| 761                                                                | "Bộ điều khiển chuyển dịch" "chikyū gesha mashin" (地球下車マシン) | 26 tháng 2 năm 2016  | 8 tháng 6 năm 2022        |
| -                                                                  | "Doraemon: Nobita và những hiệp sĩ không gian" | 4 tháng 3 năm 2016   | 14 tháng 1 năm 2018       |
| 762                                                                | "Công viên sinh vật kỳ bí và tiếng sáo hi vọng" "Kūsō dōbutsu safaripāku to yakusoku no fue" (空想動物サファリパークと約束の笛) | 11 tháng 3 năm 2016  | 9 tháng 6 năm 2022        |
| 763                                                                | "Trò chơi xúc xắc thám hiểm vũ trụ" "Uchūtankensugoroku" (宇宙探検すごろく) | 1 tháng 4 năm 2016   | Không phát sóng           |
| 764                                                                | "Kẻ quyền lực nhất! Tấm vé ưu tiên" "Saikyō! Ō rumaitīpasu" (最強！オー ルマイティーパス) | 1 tháng 4 năm 2016   | Không phát sóng           |
| Tập phim có nội dung được làm lại từ tập 8 trong loạt phim anime.  | |                      |                           |
| 765                                                                | "Đôi đũa dài bất tận" "O hashi wa nobiru yo, doko made mo" (お箸はのびるよ、どこまでも) | 15 tháng 4 năm 2016  | 10 tháng 6 năm 2022       |
| 766                                                                | "Máy tích tiểu thành đại" "chiritsumoraseki" (チリつもらせ機) | 15 tháng 4 năm 2016  | 10 tháng 6 năm 2022       |
| 767                                                                | "Cây đậu thần của Nobita" "Nobita no Jack to Mame no Ki" (のび太のジャックと豆の木) | 22 tháng 4 năm 2016  | 13 tháng 6 năm 2022       |
| 768                                                                | "Huy hiệu đào hoa" "misekake motemotebajji" (みせかけモテモテバッジ) | 22 tháng 4 năm 2016  | 13 tháng 6 năm 2022       |
| 769                                                                | "Tấm thảm bay bất trị" "Soratobu usu-te no jūtan" (空飛ぶうす手のじゅうたん) | 29 tháng 4 năm 2016  | 14 tháng 6 năm 2022       |
| 770                                                                | "Chim cuốc và tin tức" "uwasa o Saki tori" (うわさをサキ鳥 / tạm dịch: "Chú chim tung tin đồn") | 29 tháng 4 năm 2016  | 14 tháng 6 năm 2022       |
| 771                                                                | "Người bạn cá heo của Nobita" "Tomodachi wa ōkina iruka?" (友だちは大きなイルカ？ / tạm dịch: "Người bạn cá heo khổng lồ") | 6 tháng 5 năm 2016   | 15 tháng 6 năm 2022       |
| 772                                                                | "Thang giấc mơ" "Yume hashigo" (夢はしご) | 6 tháng 5 năm 2016   | 15 tháng 6 năm 2022       |
| 773                                                                | "Máy chế tạo hướng dẫn sử dụng" "Torisetsu mēkā" (トリセツ・メーカー) | 13 tháng 5 năm 2016  | 16 tháng 6 năm 2022       |
| 774                                                                | "Thám tử khăn lau Nobita" "Zō kin tantei Nobita" (ぞうさん探偵のび太) | 13 tháng 5 năm 2016  | 16 tháng 6 năm 2022       |
| 775                                                                | "Miếng dán phân cực ngày hội thể thao" "N S wappen de undōkai" (N・ Sワッペン で運動会) | 20 tháng 5 năm 2016  | 17 tháng 6 năm 2022       |
| 776                                                                | "Vỏ ốc sản xuất ngọc trai" "shinji ~yu seizō akoyakēsu" (しんじゅ製造アコヤケース) | 20 tháng 5 năm 2016  | 17 tháng 6 năm 2022       |
| 777                                                                | "Dựng lại khuôn mặt vị khách lạ" "Okyaku no kao o kumitateyou" (お客の顔を組み立てよう) | 27 tháng 5 năm 2016  | 20 tháng 6 năm 2022       |
| 778                                                                | "Đi quãng đường dài tìm mẹ" "Mamawotazunetesanzenkirojō" (ママをたずねて三千キロじょう / tạm dịch: "Đi 3000 Km tìm mẹ") | 27 tháng 5 năm 2016  | 20 tháng 6 năm 2022       |
| 779                                                                | "Nón ngoại cảm" "Esupā bōshi" (エスパーぼうし) | 3 tháng 6 năm 2016   | 21 tháng 6 năm 2022       |
| 780                                                                | "Câu chuyện về cây dù dễ thương" "kawaī amagasa no monogatari" (かわいい雨傘の物語) | 3 tháng 6 năm 2016   | 21 tháng 6 năm 2022       |
| 781                                                                | "Thiên nhiên rộng lớn bên trong nhà" "Heya no naka no dai shizen" (へやの中の大自然) | 10 tháng 6 năm 2016  | 22 tháng 6 năm 2022       |
| 782                                                                | "Hương trầm hòa nhập" "na kamairi senkō" (なかまい りせんこう) | 10 tháng 6 năm 2016  | 22 tháng 6 năm 2022       |
| 783                                                                | "Người khổng lồ" "Ōotoko ga deta zo" (大男がでたぞ) | 17 tháng 6 năm 2016  | 23 tháng 6 năm 2022       |
| 784                                                                | "Đôi mắt quyến rũ" "kimi no hitomi wa 100 man boruto" (キミのひとみは100万ボルト) | 17 tháng 6 năm 2016  | 23 tháng 6 năm 2022       |
| 785                                                                | "Không được, không được! Biển báo cấm đoán" "Damedame! Kinshihyōshiki" (ダメダメ！キンシひょうしき) | 24 tháng 6 năm 2016  | 24 tháng 6 năm 2022       |
| 786                                                                | "Giấy hộ vệ của mình" "boku no mamori-shi" (ぼくのまもり紙) | 24 tháng 6 năm 2016  | 24 tháng 6 năm 2022       |
| 787                                                                | "Đi tham quan khủng long nào!" "Kyōryū tsuā ni ikou!" (恐竜ツアーに行こう！) | 8 tháng 7 năm 2016   | 27 tháng 6 năm 2022       |
| 788                                                                | "Miếng dán mộng du" "I nemuri shīru" (いねむりシール) | 8 tháng 7 năm 2016   | 27 tháng 6 năm 2022       |
| 789                                                                | "Đội thám hiểm tí hon" "3Senchi Nobita no dai bōken" (３センチのび太の大冒険) | 22 tháng 7 năm 2016  | 28 tháng 6 năm 2022       |
| 790                                                                | "Hồ bơi khổng lồ" "Uchi no pūru wa Taiheiyō" (うちのプールは太平洋) | 29 tháng 7 năm 2016  | 29 tháng 6 năm 2022       |
| 791                                                                | "Nhang doạ ma" "obake de risaikuru" (おばけでリサイクル / tạm dịch: "Con ma tái chế") | 29 tháng 7 năm 2016  | 29 tháng 6 năm 2022       |
| 792                                                                | "Tới đảo nhiệt đới bằng Tivi thế chỗ" "Migawariterebi de minami no shima e" (身代わりテレビで南の島へ) | 5 tháng 8 năm 2016   | 30 tháng 6 năm 2022       |
| 793                                                                | "Nổi gió lên! Quạt ba tiêu" "kaze o ayatsure! Bashō ōgi" (風をあやつれ！バショー扇) | 5 tháng 8 năm 2016   | 30 tháng 6 năm 2022       |
| 794                                                                | "Trận chiến chơi chữ" "Dajare de yattsukero!" (ダジャレでやっつけろ！) | 12 tháng 8 năm 2016  | 1 tháng 7 năm 2022        |
| 795                                                                | "Cầu trượt trên ngọn núi lớn" "Urayama u~ōtāsuraidā" (裏山ウォータースライダー) | 12 tháng 8 năm 2016  | 1 tháng 7 năm 2022        |
| 796                                                                | "Câu cá ở vũng nước" "Mizutamari no kai sakana" (水たまりの怪魚) | 19 tháng 8 năm 2016  | 4 tháng 7 năm 2022        |
| 797                                                                | "Ngôi nhà của người ngoài hành tinh" "uchūbito no yakata" (宇宙人の館) | 19 tháng 8 năm 2016  | 4 tháng 7 năm 2022        |
| 798                                                                | "Súng biến vật dụng thành trò đùa" "Itazuraomochakaki" (いたずらオモチャ化機) | 26 tháng 8 năm 2016  | 5 tháng 7 năm 2022        |
| 799                                                                | "Tính cách của bạn thay đổi theo hình dán" "shīru de kyara henshin" (シールでキャラ変身) | 26 tháng 8 năm 2016  | 5 tháng 7 năm 2022        |
| 800                                                                | "Công viên giải trí trên phi thuyền của thiên tài Nobita1 tiếng" "Tensai Nobita no hikōsen yū en chi" (天才のび太の飛行船ゆうえんち) | 2 tháng 9 năm 2016   | Không phát sóng           |
| 801                                                                | "Cuốn tiểu sử điện tử" "Tobidasu denki denki" (とびだす伝記電気) | 9 tháng 9 năm 2016   | 6 tháng 7 năm 2022        |
| 802                                                                | "Thiết bị tìm kiếm nhu cầu" "hoshī hito tanchi-ki" (ほしい人探知機) | 9 tháng 9 năm 2016   | 6 tháng 7 năm 2022        |
| 803                                                                | "Shizuka mọc vòi voi" "Zō no hana ni natta shizukachan" (ゾウの鼻になったしずかちゃん / tạm dịch: "Mũi của Shizuka biến thành vòi voi") | 16 tháng 9 năm 2016  | 7 tháng 7 năm 2022        |
| 804                                                                | "Công tắc đổi phòng" "heyakōkansuitchi" (へやこうかんスイッチ) | 16 tháng 9 năm 2016  | 7 tháng 7 năm 2022        |
| 805                                                                | "Khai thác trái cây" "Zakuzaku! Chichū de kudamono kari" (ざくざく！地中でくだもの狩り) | 14 tháng 10 năm 2016 | 8 tháng 7 năm 2022        |
| 806                                                                | "Quả cầu rào chắn" "bariyāpointo" (バリヤーポイント) | 14 tháng 10 năm 2016 | 8 tháng 7 năm 2022        |
| 807                                                                | "Jaian mỏng như giấy bay đi mất" "Peraperajaian tonde tta!" (ペラペラジャイアン飛んでった！) | 21 tháng 10 năm 2016 | 11 tháng 7 năm 2022       |
| 808                                                                | "Vệ sĩ vô hình" "Mienai bodigādo" (みえないボディガード) | 21 tháng 10 năm 2016 | 11 tháng 7 năm 2022       |
| 809                                                                | "Con ma trong chiếc hộp Pandora" "Pandora no obake" (パンドラのおばけ) | 28 tháng 10 năm 2016 | 12 tháng 7 năm 2022       |
| 810                                                                | "Ăng-ten dự báo" "arakajimeantena" (あらかじめアンテナ) | 28 tháng 10 năm 2016 | 12 tháng 7 năm 2022       |
| 811                                                                | "Gas sửa chữa tật xấu" "Kusenaoshigasu" (くせなおしガス) | 4 tháng 11 năm 2016  | 23 tháng 2 năm 2024       |
| 812                                                                | "Sung sức lên bóng né tới đây" "nekketsu! Dojjibō ru" (熱血！ドッジボール) | 4 tháng 11 năm 2016  | 23 tháng 2 năm 2024       |
| 813                                                                | "Taxi khăn gói" "Furoshiki takushī" (ふろしきタクシー) | 18 tháng 11 năm 2016 | 24 tháng 2 năm 2024       |
| 814                                                                | "Bộ dụng cụ phác họa mọi lúc mọi nơi" "itsu demo doko demo suketchisetto" (いつでもどこでもスケッチセット) | 18 tháng 11 năm 2016 | 24 tháng 2 năm 2024       |
| 815                                                                | "Máy huấn luyện lái tên lửa" "Rokettosōjūkunrenki" (ロケットそうじゅうくんれん機) | 25 tháng 11 năm 2016 | 25 tháng 2 năm 2024       |
| 816                                                                | "Thư viết tay được gửi riêng cho Jaian" "jaian e no hottona retā" (ジャイアンへのホットなレター) | 25 tháng 11 năm 2016 | 25 tháng 2 năm 2024       |
| 817                                                                | "Khăn vải siêu nhân" "Super Hero Furoshiki" (スーパーヒーローふろしき) | 2 tháng 12 năm 2016  | 1 tháng 3 năm 2024        |
| 818                                                                | "Trứng chim cúc cu" "kakkōtamago" (カッコータマゴ) | 2 tháng 12 năm 2016  | 1 tháng 3 năm 2024        |
| 819                                                                | "Cùng nhau giải cứu chim cánh cụt Nam Cực!" "Nankyoku pengin o sukue!" (南極ペンギンを救え！) | 9 tháng 12 năm 2016  | 2 tháng 3 năm 2024        |
| 820                                                                | "Lịch đổi ngày" "Hi dzuke henkō karendā" (日づけ変更カレンダー) | 9 tháng 12 năm 2016  | 2 tháng 3 năm 2024        |
| 821                                                                | "Trận tuyết rơi kỳ tích trong đêm Giáng Sinh" "Kurisumasu ni yuki o" (クリスマスに雪を) | 16 tháng 12 năm 2016 | 3 tháng 3 năm 2024        |
| 822                                                                | "Tín hiệu vũ trụ phải cẩn thận mới được" "chū-nan no sō ni kiwotsukero!" (チュー難の相に気をつけろ!) | 16 tháng 12 năm 2016 | 3 tháng 3 năm 2024        |
| 823                                                                | "Vệ binh Nobi thời Chiến Quốc cố lên" "Sengoku nobi Hyōe ganbare" (戦国のび兵衛がんばれ) | 31 tháng 12 năm 2016 | Không phát sóng           |
| Tập phim có nội dung được làm lại từ tập 39 trong loạt phim anime. | |                      |                           |
| -                                                                  | "Doraemon & Perman gặp mặt nhau!?" "Doraemon& pāman kikiippatsu! ?" (ドラえもん＆パーマン危機一髪 !?) | 31 tháng 12 năm 2016 | Không phát sóng           |
| 824                                                                | "Tình yêu thầm lặng của Hoshino Sumire" "Hoshino Sumire no himitsu no koi" (星野スミレのひみつの恋) | 31 tháng 12 năm 2016 | Không phát sóng           |

### Năm 2017
| #                                                                   | Tên tập phim | Ngày phát sóng gốc   | Ngày phát sóng tiếng Việt |
| ------------------------------------------------------------------- | --- | -------------------- | ------------------------- |
| 825                                                                 | "Thang máy địa cầu" "Chikyū erebētā" (地球エレベーター)                                                                           | 13 tháng 1 năm 2017  | 8 tháng 3 năm 2024        |
| 826                                                                 | "Dây dẫn tìm đồ đôi" "katappo tanchi rīdo" (かたっぽ探知リード)                                                                   | 13 tháng 1 năm 2017  | 8 tháng 3 năm 2024        |
| 827                                                                 | "Sợi dây nhạc" "Pīhyoro rō pu" (ピーヒョロ ロープ)                                                                                | 20 tháng 1 năm 2017  | 9 tháng 3 năm 2024        |
| 828                                                                 | "Đề-can anh em" "kyōdai shīru" (兄弟シール)                                                                                       | 20 tháng 1 năm 2017  | 9 tháng 3 năm 2024        |
| 829                                                                 | "Quần đùi Tarzan" "Tāzanpantsu" (ターザンパンツ)                                                                                  | 27 tháng 1 năm 2017  | 10 tháng 3 năm 2024       |
| 830                                                                 | "Theo dõi nào! Huy hiệu theo dõi dấu vết" "tsuiseki! Torēsābajji" (追跡！トレーサーバッジ)                                        | 27 tháng 1 năm 2017  | 10 tháng 3 năm 2024       |
| 831                                                                 | "Chuyến phiêu lưu ma quái của Nobita nhỏ" "Issun Nobita no oni taiji" (一寸のび太の鬼たいじ)                                      | 3 tháng 2 năm 2017   | 15 tháng 3 năm 2024       |
| 832                                                                 | "Chiếc cặp bác sĩ" "oishasankaban" (お医者さんカバン)                                                                             | 3 tháng 2 năm 2017   | 15 tháng 3 năm 2024       |
| 833                                                                 | "Socola trái tim" "Kokoro choko" (ココロチョコ)                                                                                   | 10 tháng 2 năm 2017  | 16 tháng 3 năm 2024       |
| 834                                                                 | "Độc lập! Vương quốc Nobita" "dokuritsu! Nobita kuni" (独立！のび太国)                                                            | 10 tháng 2 năm 2017  | 16 tháng 3 năm 2024       |
| 835                                                                 | "Boomerang hồi hộp" "Surirubūmeran" (スリルブーメラン)                                                                            | 17 tháng 2 năm 2017  | 17 tháng 3 năm 2024       |
| 836                                                                 | "Lời tiên tri vĩ đại ngày Trái Đất diệt vong" "dai yogen chikyū no horobiru hi" (大予言・地球の滅びる日)                          | 17 tháng 2 năm 2017  | 17 tháng 3 năm 2024       |
| 837                                                                 | "Tuyết và khủng long" "Yuki to kyoryū" ( 雪と恐竜)                                                                                | 24 tháng 2 năm 2017  | 22 tháng 3 năm 2024       |
| 838                                                                 | "Thân gửi, Nijitani Yumeko" "Hakei, nijitani yumekosan" (拝啓、虹谷ユメ子さん)                                                    | 24 tháng 2 năm 2017  | 22 tháng 3 năm 2024       |
| -                                                                   | "Doraemon: Phiên bản mới • Nobita và nước Nhật thời nguyên thủy"                                                                  | 3 tháng 3 năm 2017   | 27 tháng 5 năm 2016       |
| 839                                                                 | "Paopao đi lạc" "Maigo no PaoPao" ( 迷子のパオパオ)                                                                               | 17 tháng 3 năm 2017  | 23 tháng 3 năm 2024       |
| 840                                                                 | "Cuộc điều tra lớn Dora Dora Pon Pon" "Dora Dora Pon Pon Daisousa" (ドラドラポンポコ大捜査)                                       | 7 tháng 4 năm 2017   | Không phát sóng           |
| 841                                                                 | "Thuốc viên chạy trốn kiểu động vật" "Doubutsu gata nigedashi jou" (動物型にげだし錠)                                             | 7 tháng 4 năm 2017   | Không phát sóng           |
| 842                                                                 | "Cùng nhau ngắm hoa anh đào" "Tabete utatte Baio hanami" (食べて歌ってバイオ花見)                                                 | 7 tháng 4 năm 2017   | Không phát sóng           |
| 843                                                                 | "Chào mừng đến với lâu đài bằng bìa các tông" "Yōkoso! Haribote no shiro e" (ようこそ！ハリボテの城へ)                            | 14 tháng 4 năm 2017  | 24 tháng 3 năm 2024       |
| 844                                                                 | "Vụ việc bí ẩn liên quan đến con ma mắt miệng" "obake-guchi-me no kai" (おばけ口目の怪)                                           | 14 tháng 4 năm 2017  | 24 tháng 3 năm 2024       |
| 845                                                                 | "Thuốc nhỏ mắt tàng hình" "Mienaku naru me gusuri" (見えなくなる目ぐすり)                                                         | 21 tháng 4 năm 2017  | 29 tháng 3 năm 2024       |
| 846                                                                 | "Ăn đồ ăn bằng mắt" "me wa kuchi hodo ni mono o tabe" (目は口ほどに物を食べ)                                                      | 21 tháng 4 năm 2017  | 29 tháng 3 năm 2024       |
| 847                                                                 | "Cắm trại trên sao Hoả" "Kasei pikunikku" (火星ピクニック)                                                                        | 28 tháng 4 năm 2017  | 30 tháng 3 năm 2024       |
| 848                                                                 | "Hạt thần giao cách cảm" "terepashī" (テレパしい)                                                                                 | 28 tháng 4 năm 2017  | 30 tháng 3 năm 2024       |
| 849                                                                 | "Mau giữ mẹ lại đi!" "Mama o tsukamaero!" (ママをつかまえろ！)                                                                    | 12 tháng 5 năm 2017  | 31 tháng 3 năm 2024       |
| 850                                                                 | "Thùng rác không đáy" "Yojigenkuzukago" (四次元くずかご)                                                                          | 12 tháng 5 năm 2017  | 31 tháng 3 năm 2024       |
| 851                                                                 | "Mũ tăng niềm tin" "Jishin herumetto" (自信ヘルメット)                                                                            | 19 tháng 5 năm 2017  | 5 tháng 4 năm 2024        |
| 852                                                                 | "Gia sư mặt nạ là ai?" "gakkō kamen wa daredeshou?" (ガッコー仮面は誰でしょう？)                                                  | 19 tháng 5 năm 2017  | 5 tháng 4 năm 2024        |
| 853                                                                 | "Nobita và kiến chúa" "Nobita to Ari no Joō" (のび太とアリの女王)                                                                 | 26 tháng 5 năm 2017  | 6 tháng 4 năm 2024        |
| 854                                                                 | "Búa đãng trí" "Wasure Tonkachi" (わすれとんかち)                                                                                 | 2 tháng 6 năm 2017   | 7 tháng 4 năm 2024        |
| 855                                                                 | "Gặp may mắn với kẹo chia sẻ điều may" "ayakarin de kōun o" (アヤカリンで幸運を)                                                  | 2 tháng 6 năm 2017   | 7 tháng 4 năm 2024        |
| 856                                                                 | "Đề-can đáy lòng" "Uraomotekkusu" (ウラオモテックス)                                                                              | 9 tháng 6 năm 2017   | 12 tháng 4 năm 2024       |
| 857                                                                 | "Khủng hoảng! Bản tình ca của Jaian" "suranpu! Jaian ai no shinkyoku" (スランプ！ジャイアン愛の新曲)                              | 9 tháng 6 năm 2017   | 12 tháng 4 năm 2024       |
| 858                                                                 | "Ba là tay chạy mạo hiểm" "Bōsō ran'nāpapa" (暴走ランナーパパ)                                                                    | 16 tháng 6 năm 2017  | 13 tháng 4 năm 2024       |
| 859                                                                 | "Trứng vịt in vết" "karugamoeggu" (カルガモエッグ)                                                                                | 16 tháng 6 năm 2017  | 13 tháng 4 năm 2024       |
| 860                                                                 | "Phụ lục một trăm năm sau" "Momotose-go no furoku" (百年後のフロク)                                                               | 23 tháng 6 năm 2017  | 14 tháng 4 năm 2024       |
| 861                                                                 | "Hoa tâm trạng khó chiều" "togetorōzu wa gokigen'naname" (トゲトローズはご機嫌ななめ)                                             | 23 tháng 6 năm 2017  | 14 tháng 4 năm 2024       |
| 862                                                                 | "Máy quay kịch tác nổi tiếng" "20 Meisaku gekijō kamera" (名作劇場カメラ)                                                         | 30 tháng 6 năm 2017  | 19 tháng 4 năm 2024       |
| 863                                                                 | "Chiếc gối "chàng trai ngủ ba năm"" "san'nen'netarō makura" (三年寝太郎まくら)                                                    | 30 tháng 6 năm 2017  | 19 tháng 4 năm 2024       |
| 864                                                                 | "Bơi lội trong phòng" "Room Swimmer" (ルームスイマー)                                                                             | 7 tháng 7 năm 2017   | 20 tháng 4 năm 2024       |
| 865                                                                 | "Thành phố về đêm là biển" "shin'ya no machi wa umi no soko" (深夜の町は海の底)                                                   | 7 tháng 7 năm 2017   | 20 tháng 4 năm 2024       |
| 866                                                                 | "Tôi là Mini Doraemon" "Boku Mini Doraemon" (ぼくミニドラえもん)                                                                  | 28 tháng 7 năm 2017  | Không phát sóng           |
| Tập phim có nội dung được làm lại từ tập 203 trong loạt phim anime. | |                      |                           |
| 867                                                                 | "Con voi và người bác" "Zō to Ojisan" (ぞうとおじさん)                                                                            | 28 tháng 7 năm 2017  | Không phát sóng           |
| Tập phim có nội dung được làm lại từ tập 188 trong loạt phim anime. | |                      |                           |
| 868                                                                 | "Chiến tranh vũ trụ dưới mái nhà" "Tenjō ura no Uchū Sensō" (天井うらの宇宙戦争)                                                  | 4 tháng 8 năm 2017   | 21 tháng 4 năm 2024       |
| Tập phim có nội dung được làm lại từ tập 24 trong loạt phim anime.  | |                      |                           |
| 869                                                                 | "Cố lên! Ngôi nhà ma quái" "Ganbare! Obake hausu" (がんばれ！おばけハウス)                                                        | 18 tháng 8 năm 2017  | 26 tháng 4 năm 2024       |
| 870                                                                 | "Bộ trò chơi Robinson lạc vào hoang đảo" "Robinsonkurūsōsetto" (ロビンソンクルーソーセット)                                       | 18 tháng 8 năm 2017  | 26 tháng 4 năm 2024       |
| Tập phim có nội dung được làm lại từ tập 150 trong loạt phim anime. | |                      |                           |
| 871                                                                 | "Nông trại bánh kẹo" "Okashi bokujō" (おかし牧場)                                                                                 | 25 tháng 8 năm 2017  | 27 tháng 4 năm 2024       |
| Tập phim có nội dung được làm lại từ tập 210 trong loạt phim anime. | |                      |                           |
| 872                                                                 | "Rừng cũng có sinh mệnh" "Mori haikiteiru" (森は生きている)                                                                       | 25 tháng 8 năm 2017  | 27 tháng 4 năm 2024       |
| Tập phim có nội dung được làm lại từ tập 244 trong loạt phim anime. | |                      |                           |
| 873                                                                 | "Kim Tự Tháp bí ẩn!? Chuyến phiêu lưu đến Ai Cập1 tiếng" "Nazo no Pyramid!? Egypt Daibōken" (謎のピラミッドス！？ エジプト大冒険) | 1 tháng 9 năm 2017   | Không phát sóng           |
| 874                                                                 | "Đồng hồ lịch trình" "Sukejūru tokei" (スケジュール時計)                                                                          | 8 tháng 9 năm 2017   | 28 tháng 4 năm 2024       |
| Tập phim có nội dung được làm lại từ tập 105 trong loạt phim anime. | |                      |                           |
| 875                                                                 | "Bộ huấn luyện nhẫn giả" "nin'nin shugyō setto" (ニンニン修行セット)                                                              | 8 tháng 9 năm 2017   | 28 tháng 4 năm 2024       |
| Tập phim có nội dung được làm lại từ tập 434 trong loạt phim anime. | |                      |                           |
| 876                                                                 | "Có ai đó đang muốn nuôi mèo Nobita không?" "Neko no Nobita irimasen ka" (ネコののび太いりませんか)                               | 15 tháng 9 năm 2017  | 3 tháng 5 năm 2024        |
| Tập phim có nội dung được làm lại từ tập 101 trong loạt phim anime. | |                      |                           |
| 877                                                                 | "Robot cao bồi săn phần thưởng" "Shōhin kasegi kaubotto" (賞品かせぎカウボット)                                                   | 15 tháng 9 năm 2017  | 3 tháng 5 năm 2024        |
| 878                                                                 | "Thuốc nhân số lượng" "Baibain" (バイバイン)                                                                                      | 13 tháng 10 năm 2017 | 4 tháng 5 năm 2024        |
| Tập phim có nội dung được làm lại từ tập 246 trong loạt phim anime. | |                      |                           |
| 879                                                                 | "Ngôi trường vận động bắt buộc" "Muriyari asurechikkusukūru" (むりやりアスレチックスクール)                                       | 13 tháng 10 năm 2017 | 4 tháng 5 năm 2024        |
| 880                                                                 | "Bé Mi xinh đẹp" "Sutekinamīchan" (すてきなミイちゃん)                                                                            | 20 tháng 10 năm 2017 | 5 tháng 5 năm 2024        |
| Tập phim có nội dung được làm lại từ tập 148 trong loạt phim anime. | |                      |                           |
| 881                                                                 | "Phù thủy Shizu" "Majo-kko shizuchan" (魔女っ子しずちゃん)                                                                        | 20 tháng 10 năm 2017 | 5 tháng 5 năm 2024        |
| Tập phim có nội dung được làm lại từ tập 170 trong loạt phim anime. | |                      |                           |
| 882                                                                 | "Ông vua trần như nhộng!? Bộ giáp tối thượng" "Hadakanoōsama! ? Urutorayoroi" (はだかの王様！？ウルトラよろい)                    | 27 tháng 10 năm 2017 | 10 tháng 5 năm 2024       |
| Tập phim có nội dung được làm lại từ tập 221 trong loạt phim anime. | |                      |                           |
| 883                                                                 | "Cô bé mang giày đỏ" "Aka ikutsu no on'nanoko'" (赤いくつの女の子)                                                                | 27 tháng 10 năm 2017 | 10 tháng 5 năm 2024       |
| Tập phim có nội dung được làm lại từ tập 165 trong loạt phim anime. | |                      |                           |
| 884                                                                 | "Tơ nhện cân bằng" "Kumonoiton" (クモノイトン)                                                                                    | 3 tháng 11 năm 2017  | 11 tháng 5 năm 2024       |
| 885                                                                 | "Kế hoạch cầu hôn" "Puropōzu sakusen" (プロポーズ作戦)                                                                            | 3 tháng 11 năm 2017  | 11 tháng 5 năm 2024       |
| Tập phim có nội dung được làm lại từ tập 293 trong loạt phim anime. | |                      |                           |
| 886                                                                 | "Thám tử lá Nobita" "Happa tantei Nobita" (葉っぱ探偵のび太)                                                                      | 10 tháng 11 năm 2017 | 12 tháng 5 năm 2024       |
| 887                                                                 | "Lãnh chúa của thế kỉ 21" "Ni jū ichi seiki no oto no sama" (二十一世紀のおとのさま)                                              | 10 tháng 11 năm 2017 | 12 tháng 5 năm 2024       |
| Tập phim có nội dung được làm lại từ tập 200 trong loạt phim anime. | |                      |                           |
| 888                                                                 | "Phát minh vĩ đại với máy sáng chế" "Hatsumeikā de dai hatsumei" (ハツメイカーで大発明)                                           | 17 tháng 11 năm 2017 | 17 tháng 5 năm 2024       |
| Tập phim có nội dung được làm lại từ tập 123 trong loạt phim anime. | |                      |                           |
| 889                                                                 | "Câu chuyện về đại bác truyền tin" "Taihō de naisho no hanashi" (大砲でないしょのはなし)                                          | 17 tháng 11 năm 2017 | 17 tháng 5 năm 2024       |
| 890                                                                 | "Thế giới không có gương soi" "Kagami no nai sekai" (かがみのない世界)                                                            | 24 tháng 11 năm 2017 | 18 tháng 5 năm 2024       |
| Tập phim có nội dung được làm lại từ tập 159 trong loạt phim anime. | |                      |                           |
| 891                                                                 | "Thẩm định đồ quý giá trong tương lai" "Pinkiri! Otakara mirai kantei" (ピンキリ！お宝未来鑑定)                                   | 24 tháng 11 năm 2017 | 18 tháng 5 năm 2024       |
| 892                                                                 | "Giáng Sinh trong ngôi nhà bánh kẹo" "Christmas wa Okashi no Ie de" (クリスマスはおかしの家で)                                    | 1 tháng 12 năm 2017  | 19 tháng 5 năm 2024       |
| 893                                                                 | "Quá mức rồi! Máy thực hiện nguyện vọng" "Yari sugi! Nozomijitsugenki" (やりすぎ！のぞみ実現機)                                   | 1 tháng 12 năm 2017  | 19 tháng 5 năm 2024       |
| Tập phim có nội dung được làm lại từ tập 336 trong loạt phim anime. | |                      |                           |
| 894                                                                 | "Xúc xắc biến hình Thập Nhị Chi" "Jūnishi henshin saikoro" (十二支変身サイコロ)                                                   | 31 tháng 12 năm 2017 | Không phát sóng           |
| 895                                                                 | "Tivi giấc mơ" "Yume no Channel" (ゆめのチャンネル)                                                                               | 31 tháng 12 năm 2017 | Không phát sóng           |
| Tập phim có nội dung được làm lại từ tập 75 trong loạt phim anime.  | |                      |                           |

### Năm 2018
| #                                                                   | Tên tập phim | Ngày phát sóng gốc   | Ngày phát sóng tiếng Việt |
| ------------------------------------------------------------------- | --- | -------------------- | ------------------------- |
| 896                                                                 | "Bụt robot thử lòng" (神さまロボットに愛の手を！)                                                                          | 7 tháng 1 năm 2018   | Không phát sóng           |
| Tập phim có nội dung được làm lại từ tập 131 trong loạt phim anime. | |                      |                           |
| 897                                                                 | "Ngân phiếu mua hàng tương lai" "En pitsu de ōganemochi" (円ピツで大金持ち)                                                | 7 tháng 1 năm 2018   | Không phát sóng           |
| 898                                                                 | "Tay súng Nobita" "Gunfighter Nobita" (ガンファイターのび太)                                                               | 12 tháng 1 năm 2018  | 24 tháng 5 năm 2024       |
| 899                                                                 | "Buffet loại nào cũng có" "Nandemobaikingu" (なんでもバイキング)                                                           | 19 tháng 1 năm 2018  | 25 tháng 5 năm 2024       |
| 900                                                                 | "Jack, Jany và Betty" "Jack to Betty to Jany" (ジャックとベティとジャニー)                                                 | 19 tháng 1 năm 2018  | 25 tháng 5 năm 2024       |
| Tập phim có nội dung được làm lại từ tập 194 trong loạt phim anime. | |                      |                           |
| 901                                                                 | "Trứng tạo nhân vật" "Kakūjinbutsutamago" (架空人物たまご)                                                                 | 25 tháng 1 năm 2018  | 25 tháng 5 năm 2024       |
| Tập phim có nội dung được làm lại từ tập 196 trong loạt phim anime. | |                      |                           |
| 902                                                                 | "Chiến lược điệp viên Dora Dora" "Doradora supaidaisakusen" (ドラドラスパイ大作戦)                                         | 26 tháng 1 năm 2018  | 25 tháng 5 năm 2024       |
| 903                                                                 | "Tôi yêu Roboko" "Robo-ko ga itoshi teru" (ロボ子が愛してる)                                                               | 2 tháng 2 năm 2018   | 26 tháng 5 năm 2024       |
| Tập phim có nội dung được làm lại từ tập 58 trong loạt phim anime.  | |                      |                           |
| 904                                                                 | "Chấn động! Bài kiểm tra của Suneo" "Dai pinchi! Suneotto no tōan" (大ピンチ！スネ夫の答案)                                | 2 tháng 2 năm 2018   | 26 tháng 5 năm 2024       |
| Tập phim có nội dung được làm lại từ tập 152 trong loạt phim anime. | |                      |                           |
| 905                                                                 | "Những người giúp việc tí hon" "Kobi to Robot" (こびとロボット)                                                            | 9 tháng 2 năm 2018   | 31 tháng 5 năm 2024       |
| Tập phim có nội dung được làm lại từ tập 312 trong loạt phim anime. | |                      |                           |
| 906                                                                 | "Du hành vũ trụ!? Hành tinh ngọn núi sau trường" "Uchūta n ken! Urayama-boshi" (宇宙たんけん！ウラヤマ星)                  | 9 tháng 2 năm 2018   | 31 tháng 5 năm 2024       |
| Tập phim có nội dung được làm lại từ tập 220 trong loạt phim anime. | |                      |                           |
| 907                                                                 | "Jaian đấu với người máy Jaian" "Jaian vs Mecha Jaian" (ジャイアンvsメカジャイアン)                                        | 16 tháng 2 năm 2018  | 2 tháng 6 năm 2024        |
| 908                                                                 | "Câu chuyện bị con cáo nhéo mặt" "Kitsune ni tsumama reta hanashi" (きつねにつままれた話)                                  | 16 tháng 2 năm 2018  | 2 tháng 6 năm 2024        |
| Tập phim có nội dung được làm lại từ tập 342 trong loạt phim anime. | |                      |                           |
| 909                                                                 | "Gulliver phiền toái" "Meiwaku Gulliver" (めいわくガリバー)                                                                | 23 tháng 2 năm 2018  | 7 tháng 6 năm 2024        |
| Tập phim có nội dung được làm lại từ tập 404 trong loạt phim anime. | |                      |                           |
| 910                                                                 | "Nobita bỏ nhà đi bụi" "Nobita no naga ~ i iede" (のび太のなが～い家出)                                                    | 23 tháng 2 năm 2018  | 7 tháng 6 năm 2024        |
| Tập phim có nội dung được làm lại từ tập 49 trong loạt phim anime.  | |                      |                           |
| -                                                                   | "Doraemon: Nobita và chuyến thám hiểm Nam Cực Kachi Kochi"                                                                 | 2 tháng 3 năm 2018   | 26 tháng 5 năm 2017       |
| 911                                                                 | "Hòn đảo kho báu dễ chịu" "Hodohodo Takarajima" (ほどほど宝島)                                                             | 9 tháng 3 năm 2018   | 8 tháng 6 năm 2024        |
| 912                                                                 | "Anh hùng Curuman" "Fukuromansūtsu" (フクロマンスーツ)                                                                     | 6 tháng 4 năm 2018   | Không phát sóng           |
| Tập phim có nội dung làm lại từ tập 173 trong loạt phim anime.      | |                      |                           |
| 913                                                                 | "Tìm thấy Tsuchinoko!*" "Tsuchinoko mitsuketa!" (ツチノコみつけた！)                                                       | 6 tháng 4 năm 2018   | Không phát sóng           |
| Tập phim có nội dung làm lại từ tập 526 trong loạt phim anime.      | |                      |                           |
| 914                                                                 | "Lấy lại điều khiển từ chú mèo!" "Rimokon neko de tori kaese!" (リモコンねこでとり返せ！)                                  | 6 tháng 4 năm 2018   | Không phát sóng           |
| 915                                                                 | "Bánh quy biến hình" "Dōbutsu Henshin Biscuit" (動物変身ビスケット)                                                        | 13 tháng 4 năm 2018  | 9 tháng 6 năm 2024        |
| Tập phim có nội dung làm lại từ tập 25 trong loạt phim anime.       | |                      |                           |
| 916                                                                 | "Súng tia tiến hóa - thoái hóa*" "Shinka taika kōsen jū" (進化退化光線銃)                                                  | 13 tháng 4 năm 2018  | 9 tháng 6 năm 2024        |
| Tập phim có nội dung làm lại từ tập 73 trong loạt phim anime.       | |                      |                           |
| 917                                                                 | "Ấm nước Doraemon" "Bun bu ku dora kama" (ぶんぶくドラ釜)                                                                  | 20 tháng 4 năm 2018  | 14 tháng 6 năm 2024       |
| 918                                                                 | "Một lần trong đời được 100 điểm!" "Isshō ni ichido wa hyaku-ten o..." (一生に一度は百点を...)                             | 20 tháng 4 năm 2018  | 14 tháng 6 năm 2024       |
| Tập phim có nội dung làm lại từ tập 22 trong loạt phim anime.       | |                      |                           |
| 919                                                                 | "Công viên động vật hoang dã nguy hiểm ở ngọn núi phía sau trường" "Ura yama kiken seibutsu pāku" (うら山危険生物パーク)   | 27 tháng 4 năm 2018  | 15 tháng 6 năm 2024       |
| 920                                                                 | "Dây cương hóa ngựa" "wa i dō Tadzuna" (はいどうたづな)                                                                    | 27 tháng 4 năm 2018  | 15 tháng 6 năm 2024       |
| 921                                                                 | "Đổi mẹ cho nhau" "Mama o torikae kko" (ママをとりかえっこ)                                                                | 11 tháng 5 năm 2018  | 16 tháng 6 năm 2024       |
| Tập phim có nội dung làm lại từ tập 102 trong loạt phim anime.      | |                      |                           |
| 922                                                                 | "Ngay cả đệm ngồi cũng có linh hồn" "Zabuton ni mo tama shī ga aru" (ざぶとんにもたましいがある)                           | 11 tháng 5 năm 2018  | 16 tháng 6 năm 2024       |
| Tập phim có nội dung làm lại từ tập 267 trong loạt phim anime.      | |                      |                           |
| 923                                                                 | "Chỉ còn lại một Nobita trên thế giới này thôi" "Nobita wa sekai ni tada ichi-biki" (のび太は世界にただ一匹)               | 18 tháng 5 năm 2018  | 21 tháng 6 năm 2024       |
| Tập phim có nội dung làm lại từ tập 313 trong loạt phim anime.      | |                      |                           |
| 924                                                                 | "Dải băng thần kỳ" "Chiheisen tēpu" (地平線テープ)                                                                         | 18 tháng 5 năm 2018  | 21 tháng 6 năm 2024       |
| Tập phim có nội dung làm lại từ tập 181 trong loạt phim anime.      | |                      |                           |
| 925                                                                 | "Nin-ninja! Căn nhà ninja đầy cạm bẫy" "Nininja! Karakuri ninja yashiki" (ニニンジャ！からくり忍者屋敷)                    | 25 tháng 5 năm 2018  | 23 tháng 5 năm 2025       |
| 926                                                                 | "Vòng tròn kết bạn" "Tomodachinowa" (友だちの輪)                                                                           | 25 tháng 5 năm 2018  | Không phát sóng           |
| Tập phim có nội dung làm lại từ tập 28 trong loạt phim anime.       | |                      |                           |
| 927                                                                 | "Hè đến rồi! Leo núi thôi! Buổi cắm trại của nhà Nobi" "Natsuda! Yamada! Nobi-ka no kyanpu" (夏だ！山だ！野比家のキャンプ) | 1 tháng 6 năm 2018   | 23 tháng 5 năm 2025       |
| 928                                                                 | "Robot cấp tốc" "Instant Robot" (インスタントロボット)                                                                     | 1 tháng 6 năm 2018   | 24 tháng 5 năm 2025       |
| Tập phim có nội dung làm lại từ tập 259 trong loạt phim anime.      | |                      |                           |
| 929                                                                 | "Thắp lên ánh sáng cảm xúc" "Hā-tō ni hi o tomose" (ハー灯に火をともせ)                                                    | 8 tháng 6 năm 2018   | 24 tháng 5 năm 2025       |
| 930                                                                 | "Nỗi khổ của vũ nam" "Ame otokohatsuraiyo" (雨男はつらいよ)                                                                | 8 tháng 6 năm 2018   | Không phát sóng           |
| Tập phim có nội dung làm lại từ tập 299 trong loạt phim anime.      | |                      |                           |
| 931                                                                 | "Khúc hát ru của Jaian" "Jaian no Komori Uta" (ジャイアンの子守歌)                                                         | 15 tháng 6 năm 2018  | 25 tháng 5 năm 2025       |
| 932                                                                 | "Nâng cấp bản thân lên nào" "Ore-sama o gurēdoappu" (おれさまをグレードアップ)                                             | 15 tháng 6 năm 2018  | 25 tháng 5 năm 2025       |
| 933                                                                 | "Truyền hình bắt đầu rồi" "Terebikyoku o hajimeta yo" (テレビ局をはじめたよ)                                               | 22 tháng 6 năm 2018  | Không phát sóng           |
| Tập phim có nội dung làm lại từ tập 464 trong loạt phim anime.      | |                      |                           |
| 934                                                                 | "Súng hoán đổi vị trí" "Hito no mi ni naru tachibagan" (人の身になるタチバガン)                                            | 22 tháng 6 năm 2018  | 30 tháng 5 năm 2025       |
| 935                                                                 | "Tận hưởng niềm vui bằng máy ghi lại trải nghiệm" "Rokukenki de tanoshimou" (録験機でたのしもう)                           | 29 tháng 6 năm 2018  | 30 tháng 5 năm 2025       |
| 936                                                                 | "Băng đô phần thưởng" "Asekkakin" (アセッカキン)                                                                           | 29 tháng 6 năm 2018  | 31 tháng 5 năm 2025       |
| 937                                                                 | "Câu sao giữa dải Ngân Hà" "Amanogawa de hoshi tsuri o" (天の川で星釣りを)                                                 | 6 tháng 7 năm 2018   | 31 tháng 5 năm 2025       |
| 938                                                                 | "Ngôi sao ước nguyện" "Negai-boshi" (ねがい星)                                                                             | 6 tháng 7 năm 2018   | Không phát sóng           |
| Tập phim có nội dung làm lại từ tập 407 trong loạt phim anime.      | |                      |                           |
| 939                                                                 | "Kính thử thách lòng gan dạ" "Ki mo dame shi megane" (きもだめしめがね)                                                    | 20 tháng 7 năm 2018  | 1 tháng 6 năm 2025        |
| 940                                                                 | "Giấy gấp hình sinh vật" "Iki mono ori ga mi" (いきものおりがみ)                                                           | 20 tháng 7 năm 2018  | 1 tháng 6 năm 2025        |
| 941                                                                 | "Ngoạn mục! Mì Somen thả trôi trong khu vườn thu nhỏ" "Zekkei! Hakoniwa sōmen nagashi" (絶景！箱庭ソーメン流し)            | 27 tháng 7 năm 2018  | 6 tháng 6 năm 2025        |
| 942                                                                 | "Một nửa của một nửa của một nửa" "Hanbun no hanbun no mata hanbun..." (半分の半分のまた半分...)                           | 27 tháng 7 năm 2018  | Không phát sóng           |
| Tập phim có nội dung làm lại từ tập 280 trong loạt phim anime.      | |                      |                           |
| 943                                                                 | "Viên nang tình bạn" "Yūjō kapuseru" (友情カプセル)                                                                        | 3 tháng 8 năm 2018   | 6 tháng 6 năm 2025        |
| Tập phim có nội dung làm lại từ tập 356 trong loạt phim anime.      | |                      |                           |
| 944                                                                 | "Người tình trong mộng của Jaiko là Nobita" "Jai-ko no koibito = Nobita" (ジャイ子の恋人=のび太)                           | 3 tháng 8 năm 2018   | Không phát sóng           |
| Tập phim có nội dung làm lại từ tập 41 trong loạt phim anime.       | |                      |                           |
| 945                                                                 | "Đi chơi biển bằng khung tranh" "Gakubuchi o kugutte umi e" (額縁をくぐって海へ)                                           | 17 tháng 8 năm 2018  | 7 tháng 6 năm 2025        |
| 946                                                                 | "Chukenper" (チューケンパー)                                                                                               | 17 tháng 8 năm 2018  | Không phát sóng           |
| Tập phim có nội dung làm lại từ tập 325 trong loạt phim anime.      | |                      |                           |
| 947                                                                 | "Gương nịnh hót" "Uso-tsuki kagami" (うそつきかがみ)                                                                       | 24 tháng 8 năm 2018  | Không phát sóng           |
| Tập phim có nội dung làm lại từ tập 445 trong loạt phim anime.      | |                      |                           |
| 948                                                                 | "Cửa hàng đồng giá 10 yên" "Jū-en nan demo sutoa" (十円なんでもストア)                                                     | 24 tháng 8 năm 2018  | 7 tháng 6 năm 2025        |
| 949                                                                 | "Đi tu dễ hay khó?" "Sen'nin rakuraku kōsu" (仙人らくらくコース)                                                           | 31 tháng 8 năm 2018  | Không phát sóng           |
| Tập phim có nội dung làm lại từ tập 197 trong loạt phim anime.      | |                      |                           |
| 950                                                                 | "Kim cương xui xẻo" "Akuundaiya" (悪運ダイヤ)                                                                              | 31 tháng 8 năm 2018  | Không phát sóng           |
| Tập phim có nội dung làm lại từ tập 135 trong loạt phim anime.      | |                      |                           |
| 951                                                                 | "Cá voi và hòn đảo ống huyền ảo1 tiếng" "Kujira to ma boroshi no paipu shima" (クジラとまぼろしのパイプ島)                 | 7 tháng 9 năm 2018   | Không phát sóng           |
| 952                                                                 | "Giọng hát của Doraemon" "Doraemon no Uta" (ドラえもんの歌)                                                                | 14 tháng 9 năm 2018  | Không phát sóng           |
| Tập phim có nội dung làm lại từ tập 124 trong loạt phim anime.      | |                      |                           |
| 953                                                                 | "Bộ tạo sơ đồ tương quan" "Sōkan-zu Maker" (相関図メーカー)                                                                | 14 tháng 9 năm 2018  | 8 tháng 6 năm 2025        |
| 954                                                                 | "Xuyên qua thời gian! Chạy đua mượn đồ thời gian" "Toki o hashire! Taimu karimono kyōsō" (時を走れ！タイム借り物競走)      | 12 tháng 10 năm 2018 | 8 tháng 6 năm 2025        |
| 955                                                                 | "Bom hẹn giờ gây ngốc nghếch" "Jigenbakadan" (時限バカ弾)                                                                  | 12 tháng 10 năm 2018 | Không phát sóng           |
| Tập phim có nội dung làm lại từ tập 113 trong loạt phim anime.      | |                      |                           |
| 956                                                                 | "Pháp sư Nobita" "Mahōtsukai Nobita" (魔法使いのび太)                                                                      | 19 tháng 10 năm 2018 | 13 tháng 6 năm 2025       |
| Tập phim có nội dung làm lại từ tập 212 trong loạt phim anime.      | |                      |                           |
| 957                                                                 | "Nhà Nobi đi du lịch suối nước nóng" "Nobi-ka, Yume no Onsen Ryokō" (野比家、夢の温泉旅行)                                 | 19 tháng 10 năm 2018 | Không phát sóng           |
| Tập phim có nội dung làm lại từ tập 68 trong loạt phim anime.       | |                      |                           |
| 958                                                                 | "Keo hợp thể" "Gattainori" (合体ノリ)                                                                                      | 26 tháng 10 năm 2018 | 13 tháng 6 năm 2025       |
| 959                                                                 | "Tiến lên! Nobita-man" "Ike! Nobitaman" (行け！ノビタマン)                                                                 | 26 tháng 10 năm 2018 | 14 tháng 6 năm 2025       |
| Tập phim có nội dung làm lại từ tập 144 trong loạt phim anime.      | |                      |                           |
| 960                                                                 | "Bộ thức uống soda đa dạng" "Iroiro Sōda Set" (いろいろソーダセット)                                                       | 2 tháng 11 năm 2018  | 14 tháng 6 năm 2025       |
| 961                                                                 | "Chiếc hộp ma thuật" "Magic Box" (マジックボックス)                                                                        | 2 tháng 11 năm 2018  | 15 tháng 6 năm 2025       |
| 962                                                                 | "Chiến hữu đồng hành" "Ai bō" (あい棒)                                                                                     | 9 tháng 11 năm 2018  | Không phát sóng           |
| 963                                                                 | "Loa nói dối thành thật" "Atokarahontosupīkā" (アトカラホントスピーカー)                                                   | 9 tháng 11 năm 2018  | Không phát sóng           |
| Tập phim có nội dung làm lại từ tập 151 trong loạt phim anime.      | |                      |                           |
| 964                                                                 | "Mưa sao băng của Nobita" "Nobita no Nagareboshi" (のび太の流れ星)                                                         | 16 tháng 11 năm 2018 | 15 tháng 6 năm 2025       |
| 965                                                                 | "Áo khoác thám hiểm" "Ōbāōbā" (オーバーオーバー)                                                                           | 16 tháng 11 năm 2018 | Không phát sóng           |
| Tập phim có nội dung làm lại từ tập 70 trong loạt phim anime.       | |                      |                           |
| 966                                                                 | "Lò sưởi Doraemon" "Doraemon Stove" (ドラえもんストーブ)                                                                   | 23 tháng 11 năm 2018 | Không phát sóng           |
| Tập phim có nội dung làm lại từ tập 440 trong loạt phim anime.      | |                      |                           |
| 967                                                                 | "Cây hồng ra quả trở lại trong đêm" "Hitoban de kaki no mi ga natta" (一晩でカキの実がなった)                              | 23 tháng 11 năm 2018 | 20 tháng 6 năm 2025       |
| 968                                                                 | "Đôi tay cho mướn" "Tsudzukiwoyoroshiku" (つづきをヨロシク)                                                                | 30 tháng 11 năm 2018 | 20 tháng 6 năm 2025       |
| 969                                                                 | "Tha hồ ngủ ngày nhờ vào Tủ điện thoại yêu cầu!?" "Moshimo bokkusu de hiru fukashi! ?" (もしもボックスで昼ふかし!？)       | 30 tháng 11 năm 2018 | 21 tháng 6 năm 2025       |
| 970                                                                 | "Thẻ bài hạnh phúc đầy đáng sợ" "Shiawase toranpu no kyōfu" (しあわせトランプの恐怖)                                       | 7 tháng 12 năm 2018  | Không phát sóng           |
| Tập phim có nội dung làm lại từ tập 512 trong loạt phim anime.      | |                      |                           |
| 971                                                                 | "Thẻ Giáng sinh của tương lai" "Mirai no kurisumasukādo" (未来のクリスマスカード)                                          | 7 tháng 12 năm 2018  | 21 tháng 6 năm 2025       |
| 972                                                                 | "Kẹo Urashima" "Urashima Candy" (ウラシマキャンデー)                                                                       | 14 tháng 12 năm 2018 | 22 tháng 6 năm 2025       |
| Tập phim có nội dung làm lại từ tập 140 trong loạt phim anime.      | |                      |                           |
| 973                                                                 | "Thoát nạn nhờ tem thay thế!" "Shīru de nige kire!" (シールで逃げきれ！)                                                   | 14 tháng 12 năm 2018 | 22 tháng 6 năm 2025       |
| Tập phim có nội dung làm lại từ tập 388 trong loạt phim anime.      | |                      |                           |
| 974                                                                 | "Kamaitachi: Kukku" "Kamai-tachi no Kukku" (かまいたちのクック)                                                            | 31 tháng 12 năm 2018 | Không phát sóng           |

### Năm 2019
| #                                                              | Tên tập phim | Ngày phát sóng gốc   | Ngày phát sóng tiếng Việt |
| -------------------------------------------------------------- | --- | -------------------- | ------------------------- |
| 975                                                            | "Thần đèn đến từ sương mù" "Lamp no Kemuri Obake" (ランプのけむりオバケ)                                                   | 18 tháng 1 năm 2019  | Không phát sóng           |
| Tập phim có nội dung làm lại từ tập 65 trong loạt phim anime.  | |                      |                           |
| 976                                                            | "Jaian làm đầu bếp" "Jaian Shichū" (ジャイアンシチュー)                                                                    | 18 tháng 1 năm 2019  | Không phát sóng           |
| Tập phim có nội dung làm lại từ tập 460 trong loạt phim anime. | |                      |                           |
| 977                                                            | "Pyonta trong túi thần kỳ" "Pocket no Naka no Pyonta" (ポケットの中のぴょん太)                                             | 25 tháng 1 năm 2019  | 27 tháng 6 năm 2025       |
| 978                                                            | "Ăngten hòa bình" "Heiwa Antenna" (平和アンテナ)                                                                           | 25 tháng 1 năm 2019  | 27 tháng 6 năm 2025       |
| 979                                                            | "Festi-balloon - Khí cầu lễ hội" "Festi-balloon" (フェスティバルーン)                                                      | 8 tháng 2 năm 2019   | 28 tháng 6 năm 2025       |
| 980                                                            | "Cuộc chiến ném bóng tuyết" "Hokahoka Yuki de Yukigassen" (ホカホカ雪で雪合戦)                                             | 8 tháng 2 năm 2019   | Không phát sóng           |
| Tập phim có nội dung làm lại từ tập 462 trong loạt phim anime. | |                      |                           |
| 981                                                            | "Micro cổ vũ gia tăng nhiệt huyết" "Nekketsu Ōen Micro" (熱血応援マイク)                                                   | 15 tháng 2 năm 2019  | 28 tháng 6 năm 2025       |
| 982                                                            | "Viên kẹo điều khiển ý nghĩ" "Omoikomin" (オモイコミン)                                                                    | 15 tháng 2 năm 2019  | 29 tháng 6 năm 2025       |
| 983                                                            | "Dora Kaguya trở về Mặt Trăng!?" "Dora Kaguya, Tsuki ni Kaeru!?" (ドラかぐや、月に帰る！？)                                | 22 tháng 2 năm 2019  | 29 tháng 6 năm 2025       |
| 984                                                            | "Kem người sói" "Ookami Otoko Cream" (おおかみ男クリーム)                                                                  | 22 tháng 2 năm 2019  | Không phát sóng           |
| Tập phim có nội dung làm lại từ tập 53 trong loạt phim anime.  | |                      |                           |
| -                                                              | "Doraemon: Nobita và đảo giấu vàng"                                                                                        | 1 tháng 3 năm 2019   | Không phát sóng           |
| 985                                                            | "Khăn trùm thời gian" "Time Furoshiki" (タイムふろしき)                                                                    | 8 tháng 3 năm 2019   | Không phát sóng           |
| Tập phim có nội dung làm lại từ tập 9 trong loạt phim anime.   | |                      |                           |
| 986                                                            | "Người ngoài hành tinh" "Nise Uchūbito" (ニセ宇宙人)                                                                       | 8 tháng 3 năm 2019   | Không phát sóng           |
| Tập phim có nội dung làm lại từ tập 12 trong loạt phim anime.  | |                      |                           |
| 987                                                            | "Phát hiện mới, hóa thạch vĩ đại" "Kaseki Daihakken!" (化石大発見！)                                                       | 15 tháng 3 năm 2019  | 4 tháng 7 năm 2025        |
| Tập phim có nội dung làm lại từ tập 85 trong loạt phim anime.  | |                      |                           |
| 988                                                            | "Đệm bay trên không trung" "Futon ni Notte Fuwafuwari" (布団にのってふわふわり)                                            | 15 tháng 3 năm 2019  | 4 tháng 7 năm 2025        |
| 989                                                            | "Thành phố trong mơ, Nobita Land" "Yume no Machi Nobita Land" (ゆめの町、ノビタランド)                                     | 5 tháng 4 năm 2019   | Không phát sóng           |
| Tập phim có nội dung làm lại từ tập 88 trong loạt phim anime.  | |                      |                           |
| 990                                                            | "Dõi theo Doraemon!" "Doraemon o Nozoi Chae!" (ドラえもんをのぞいちゃえ！)                                                 | 5 tháng 4 năm 2019   | 5 tháng 7 năm 2025        |
| 991                                                            | "Công viên chơi chữ" "Dajarē Land" (ダジャレーランド)                                                                      | 19 tháng 4 năm 2019  | 5 tháng 7 năm 2025        |
| 992                                                            | "Thuốc viên côn trùng" "Muteki! Konchū ni" (無敵！コンチュー丹)                                                            | 19 tháng 4 năm 2019  | Không phát sóng           |
| Tập phim có nội dung làm lại từ tập 57 trong loạt phim anime.  | |                      |                           |
| 993                                                            | "Muốn ăn thì lăn vào bếp" "Tatami no Tanbo" (タタミのたんぼ)                                                               | 26 tháng 4 năm 2019  | Không phát sóng           |
| Tập phim có nội dung làm lại từ tập 69 trong loạt phim anime.  | |                      |                           |
| 994                                                            | "Mua sắm ở tương lai" "Mirai kara no Kaimono" (未来からの買い物)                                                           | 26 tháng 4 năm 2019  | 6 tháng 7 năm 2025        |
| Tập phim có nội dung làm lại từ tập 191 trong loạt phim anime. | |                      |                           |
| 995                                                            | "Món ngon Nobita" "Nobita no Oishī Tabe-kata" (のび太のおいしい食べ方)                                                     | 10 tháng 5 năm 2019  | 6 tháng 7 năm 2025        |
| Tập phim có nội dung làm lại từ tập 189 trong loạt phim anime. | |                      |                           |
| 996                                                            | "Huy hiệu nấu ăn" "O ryōri Wappen" (お料理ワッペン)                                                                        | 10 tháng 5 năm 2019  | 11 tháng 7 năm 2025       |
| 997                                                            | "Kẹo giáo dục" "Shitsuke Candy" (しつけキャンディー)                                                                       | 17 tháng 5 năm 2019  | 11 tháng 7 năm 2025       |
| Tập phim có nội dung làm lại từ tập 515 trong loạt phim anime. | |                      |                           |
| 998                                                            | "Bột gia vị cho người" "Ningenmi Chōmiryō" (人間味調味料)                                                                  | 17 tháng 5 năm 2019  | 12 tháng 7 năm 2025       |
| 999                                                            | "Dung dịch đàn hồi" "Toranporingen" (トランポリンゲン)                                                                     | 31 tháng 5 năm 2019  | 12 tháng 7 năm 2025       |
| 1000                                                           | "Dịch vụ chuyển phát nhanh bằng bong bóng xà phòng" "Shabontama Takuhaibin" (シャボン玉宅配便)                             | 31 tháng 5 năm 2019  | 13 tháng 7 năm 2025       |
| 1001                                                           | "Giải cứu người Neanderthal" "Neanderthal Hito o Sukue" (ネアンデルタール人を救え)                                         | 7 tháng 6 năm 2019   | 13 tháng 7 năm 2025       |
| 1002                                                           | "Nobita đôi lúc cũng có suy nghĩ" "Nobita mo Tamani wa Kangaeru" (のび太もたまには考える)                                  | 7 tháng 6 năm 2019   | Không phát sóng           |
| Tập phim có nội dung làm lại từ tập 324 trong loạt phim anime. | |                      |                           |
| 1003                                                           | "Siêu sao Jaian!?" "Dai Star Jaian!?" (大スタージャイアン！？)                                                             | 14 tháng 6 năm 2019  | 18 tháng 7 năm 2025       |
| 1004                                                           | "Buổi tiệc tối kinh hoàng" "Kyōfu no Dinner Show" (恐怖のディナーショー)                                                   | 14 tháng 6 năm 2019  | Không phát sóng           |
| Tập phim có nội dung làm lại từ tập 323 trong loạt phim anime. | |                      |                           |
| 1005                                                           | "Quỷ Gawara" "Gawaraoni" (ガワラオニ)                                                                                      | 21 tháng 6 năm 2019  | 18 tháng 7 năm 2025       |
| 1006                                                           | "Cọng rơm may mắn" "Chōjawarashibe" (チョージャワラシベ)                                                                   | 21 tháng 6 năm 2019  | 19 tháng 7 năm 2025       |
| 1007                                                           | "Được khen ngợi cả ngày nhờ vào video người thật" "Hon'nin Video de Home Raretai" (本人ビデオでほめられたい)               | 28 tháng 6 năm 2019  | 19 tháng 7 năm 2025       |
| Tập phim có nội dung làm lại từ tập 234 trong loạt phim anime. | |                      |                           |
| 1008                                                           | "Đom đóm đến rồi" "Ho, ho, Hotaru Koi" (ホ、ホ、ホタル来い)                                                                | 28 tháng 6 năm 2019  | 20 tháng 7 năm 2025       |
| 1009                                                           | "Máy chế tạo mây điểm tâm" "Wataga shi Kumo Maker" (わたがし雲メーカー)                                                    | 5 tháng 7 năm 2019   | 20 tháng 7 năm 2025       |
| 1010                                                           | "Tên lửa ước nguyện Thất tịch" "Negai Tanabata Rocket" (ねがい七夕ロケット)                                                | 5 tháng 7 năm 2019   | 25 tháng 7 năm 2025       |
| 1011                                                           | "Doraemon đa sắc" "Irogara Doraemon" (イロガラドラえもん)                                                                  | 19 tháng 7 năm 2019  | Không phát sóng           |
| 1012                                                           | "Đi bộ dưới đáy biển mà không cần xuống biển" "Umi ni Hairazu Kaitei o Sanpo Suru Hōhō" (海に入らず海底を散歩する方法)     | 19 tháng 7 năm 2019  | Không phát sóng           |
| Tập phim có nội dung làm lại từ tập 305 trong loạt phim anime. | |                      |                           |
| 1013                                                           | "Nghỉ hè ở thế kỷ 22" "22 Seiki de Natsuyasumi" (２２世紀で夏休み)                                                         | 19 tháng 7 năm 2019  | Không phát sóng           |
| 1014                                                           | "Thác loạn! Nhật ký hoa hướng dương của Nobita" "Dai panikku! Nobita no Himawari Nikki" (大パニック！のび太のヒマワリ日記) | 2 tháng 8 năm 2019   | 25 tháng 7 năm 2025       |
| 1015                                                           | "Cuộc chiến của tay vua súng" "Kenjū-ō Contest" (けん銃王コンテスト)                                                       | 2 tháng 8 năm 2019   | Không phát sóng           |
| Tập phim có nội dung làm lại từ tập 52 trong loạt phim anime.  | |                      |                           |
| 1016                                                           | "Bảy điều bí ẩn của trường học" "Zokuzoku! ? Gakkō no Nana Fushigi" (ゾクゾク！？学校の七不思議)                           | 9 tháng 8 năm 2019   | 26 tháng 7 năm 2025       |
| 1017                                                           | "Căn nhà ăn thịt người" "Hito-gui House" (人食いハウス)                                                                    | 9 tháng 8 năm 2019   | 26 tháng 7 năm 2025       |
| 1018                                                           | "Búa đố vui 3D" "Rittai Puzzle Hummer" (立体パズルハンマー)                                                                | 23 tháng 8 năm 2019  | 27 tháng 7 năm 2025       |
| 1019                                                           | "Thuốc chuyển thể" "Santain" (サンタイン)                                                                                  | 23 tháng 8 năm 2019  | Không phát sóng           |
| Tập phim có nội dung làm lại từ tập 121 trong loạt phim anime. | |                      |                           |
| 1020                                                           | "Thuốc trả đũa thật đáng sợ" "Kyōfu no Tatari Chinki" (恐怖のたたりチンキ)                                                 | 30 tháng 8 năm 2019  | 27 tháng 7 năm 2025       |
| 1021                                                           | "Pháo hoa gà sao chép" "Repurikokko Hanabi" (レプリコッコ花火)                                                             | 30 tháng 8 năm 2019  | 1 tháng 8 năm 2025        |
| 1022                                                           | "Mê cung của tương lai: Lâu đài bánh kẹo1 tiếng" "Mirai no Labyrinth Okashi Castle" (未来の迷宮おかし城)                   | 6 tháng 9 năm 2019   | Không phát sóng           |
| -                                                              | "Doraemon di chuyển!?" "Doraemon no O Hikkoshi! ?" (ドラえもんのお引越し!?)                                                | 6 tháng 9 năm 2019   | Không phát sóng           |
| 1023                                                           | "Mũ cải trang thành mèo" "Neko kkaburi" (ねこっかぶり)                                                                     | 5 tháng 10 năm 2019  | 1 tháng 8 năm 2025        |
| 1024                                                           | "Hòn đá kiên cường" "Tsuyo ~ i ishi" (強～いイシ)                                                                          | 5 tháng 10 năm 2019  | Không phát sóng           |
| Tập phim có nội dung làm lại từ tập 214 trong loạt phim anime. | |                      |                           |
| 1025                                                           | "Có thật nhiều Doraemon" "Doraemon ga Ippai" (ドラえもんがいっぱい)                                                        | 19 tháng 10 năm 2019 | 2 tháng 8 năm 2025        |
| 1026                                                           | "Cuộn tròn lăn lóc" "Arumajiron" (アルマジロン)                                                                            | 19 tháng 10 năm 2019 | 2 tháng 8 năm 2025        |
| 1027                                                           | "Máy in biến thân" "Henshin Reprinter" (変身レプリンター)                                                                  | 26 tháng 10 năm 2019 | 3 tháng 8 năm 2025        |
| 1028                                                           | "Chú chim én Nobita" "Tsubame no Nobita" (ツバメののび太)                                                                  | 26 tháng 10 năm 2019 | 3 tháng 8 năm 2025        |
| 1029                                                           | "Máy câu tìm đồ bị mất" "Otoshimono Tsuri Bori" (落とし物つりぼり)                                                         | 2 tháng 11 năm 2019  | Không phát sóng           |
| Tập phim có nội dung làm lại từ tập 402 trong loạt phim anime. | |                      |                           |
| 1030                                                           | "Nuôi thú dữ trong nhà" "Tsuyoi Petto ga Hoshī" (強いペットがほしい)                                                       | 2 tháng 11 năm 2019  | 8 tháng 8 năm 2025        |
| 1031                                                           | "Bánh rán khổng lồ" "Heya-ippai no Dai Dorayaki" (へやいっぱいの大どらやき)                                                | 9 tháng 11 năm 2019  | 8 tháng 8 năm 2025        |
| 1032                                                           | "Người mẹ Versailles" "Versailles no Mama" (ヴェルサイユのママ)                                                            | 16 tháng 11 năm 2019 | 9 tháng 8 năm 2025        |
| 1033                                                           | "Chiếc nhẫn siêu nhiên" "Ultra Ring" (ウルトラリング)                                                                      | 23 tháng 11 năm 2019 | Không phát sóng           |
| Tập phim có nội dung làm lại từ tập 418 trong loạt phim anime. | |                      |                           |
| 1034                                                           | "Cuộc thi dã ngoại" "Picnic de Saki o Kose" (ピクニックで先をこせ)                                                         | 30 tháng 11 năm 2019 | 9 tháng 8 năm 2025        |
| 1035                                                           | "Bùa hộ mệnh đa năng" "Tamokuteki Omamori wa Sekinin-kan ga Tsuyoi" (多目的お守りは責任感が強い)                           | 7 tháng 12 năm 2019  | 10 tháng 8 năm 2025       |
| 1036                                                           | "Bộ thiết bị điều tra" "Sōsa-gokko Set" (捜査ごっこセット)                                                                 | 14 tháng 12 năm 2019 | 15 tháng 8 năm 2025       |
| 1037                                                           | "Bức tượng Moai trên đảo Phục Sinh" "Easter Shima no Moai" (イースター島のモアイ)                                          | 14 tháng 12 năm 2019 | 15 tháng 8 năm 2025       |
| 1038                                                           | "Những món quà từ máy tua bước nhảy thời gian" "Time Warp de Present o" (タイムワープでプレゼントを)                       | 21 tháng 12 năm 2019 | 10 tháng 8 năm 2025       |
| 1039                                                           | "Năm con chuột đó! Doraemon" "Nezumi-nenda yo! Doraemon" (ネズミ年だよ！ドラえもん)                                        | 28 tháng 12 năm 2019 | 16 tháng 8 năm 2025       |
| Tập phim có nội dung làm lại từ tập 207 trong loạt phim anime. | |                      |                           |
| 1040                                                           | "Tiền lì xì mau hiện ra" "Detekurudetekuru Otoshidama" (出てくる出てくるお年玉)                                            | 28 tháng 12 năm 2019 | 16 tháng 8 năm 2025       |

### Năm 2020
| #                                                                   | Tên tập phim | Ngày phát sóng gốc   | Ngày phát sóng tiếng Việt |
| ------------------------------------------------------------------- | --- | -------------------- | ------------------------- |
| 1041                                                                | "Chú khỉ AI thần kì" "Nan Demo Ēaiai" (なんでもエーアイアイ)                                                                       | 11 tháng 1 năm 2020  | 17 tháng 8 năm 2025       |
| 1042                                                                | "Máy bán hàng tự động" "Yakudatsumonohanbaiki" (役立つもの販売機)                                                                  | 11 tháng 1 năm 2020  | 17 tháng 8 năm 2025       |
| 1043                                                                | "Và rồi mọi người đều biến thành củ khoai tây" "Soshite, Min'na Imo ni Naru" (そして、みんなイモになる)                            | 18 tháng 1 năm 2020  |                           |
| 1044                                                                | "Búp bê đất sét" "Nendoroido" (ネンドロイド)                                                                                       | 18 tháng 1 năm 2020  |                           |
| 1045                                                                | "Hãy cẩn thận với chữ Y!" "Y rō ni Ki wo Tsukero!" (Ｙロウに気をつけろ！)                                                          | 25 tháng 1 năm 2020  |                           |
| 1046                                                                | "Chiếc vòng ban ơn" "Arigatāya" (アリガターヤ)                                                                                     | 1 tháng 2 năm 2020   |                           |
| Tập phim có nội dung làm lại từ tập 168 trong loạt phim anime.      | |                      |                           |
| 1047                                                                | "Viễn cổ phiêu lưu ký" "Dai mukashi hyōryū-ki" (大むかし漂流記)                                                                    | 8 tháng 2 năm 2020   |                           |
| Tập phim có nội dung làm lại từ tập 74 trong loạt phim anime.       | |                      |                           |
| 1048                                                                | "Robot người tuyết" "Robotto yukidaruma" (ロボット雪だるま)                                                                        | 8 tháng 2 năm 2020   |                           |
| 1049                                                                | "Mũ mơ đứng" "Tachi Yumebō" (立ちユメぼう)                                                                                         | 15 tháng 2 năm 2020  |                           |
| 1050                                                                | "Nhà ngoại cảm Suneo" "Esupā Suneo" (エスパースネ夫)                                                                               | 15 tháng 2 năm 2020  |                           |
| Tập phim có nội dung làm lại từ tập 90 trong loạt phim anime.       | |                      |                           |
| 1051                                                                | "Doraemon biến thành mèo?" "Neko ni Natta Doraemon" (ネコになったドラえもん)                                                       | 22 tháng 2 năm 2020  |                           |
| 1052                                                                | "Nhãn dán ngày kỉ niệm" "Kinenbi shīru" (記念日シール)                                                                             | 29 tháng 2 năm 2020  |                           |
| -                                                                   | "Doraemon: Nobita và Mặt Trăng phiêu lưu ký"                                                                                       | 29 tháng 2 năm 2020  |                           |
| 1053                                                                | "Doraemon là sĩ tử à?" "Doraemon ga jukensei" (ドラえもんが受験生！？)                                                             | 7 tháng 3 năm 2020   |                           |
| 1054                                                                | "Cách chế tạo Địa Cầu" "Chikyū seizō-hō" (地球製造法)                                                                              | 14 tháng 3 năm 2020  |                           |
| Tập phim có nội dung làm lại từ tập 72 trong loạt phim anime.       | |                      |                           |
| 1055                                                                | "Khóa dây ma thuật" "Majikku Chakku" (マジックチャック)                                                                            | 14 tháng 3 năm 2020  |                           |
| 1056                                                                | "Khách sạn rễ cây" "Apāto no ki" (アパートの木)                                                                                    | 21 tháng 3 năm 2020  |                           |
| Tập phim có nội dung làm lại từ tập 475 trong loạt phim anime.      | |                      |                           |
| 1057                                                                | "Huy hiệu cá nghìn kim" "Hari Senbon no masu" (ハリ千本ノマス)                                                                     | 28 tháng 3 năm 2020  |                           |
| 1058                                                                | "Công chúa Lọ Lem Nobita" "Nobita Shinderera" (のび太シンデレラ)                                                                   | 28 tháng 3 năm 2020  |                           |
| 1059                                                                | "Máy thay đổi phong cảnh tường" "Kabe keshiki kirikae-ki" (かべ景色きりかえ機)                                                     | 4 tháng 4 năm 2020   |                           |
| 1060                                                                | "Thời gian thấm thoắt thoi đưa" ""Toki" wa gōgō to nagareru" (「時」はゴウゴウと流れる)                                            | 4 tháng 4 năm 2020   |                           |
| 1061                                                                | "Truy tìm kho báu bay phấp phới" "Takara sagashi wa bata ashi de" (宝さがしはバタ足で)                                             | 11 tháng 4 năm 2020  |                           |
| 1062                                                                | "Bộ nước giấm thêm và giấm bớt" "Pura su maina su" (プラ酢マイナ酢)                                                                | 18 tháng 4 năm 2020  |                           |
| 1063                                                                | "Vòng quanh thế giới bằng khí cầu!" "Kikyū de sekai isshū o!" (気球で世界一周を！)                                                 | 25 tháng 4 năm 2020  |                           |
| 1064                                                                | "Máy vay mượn ký ức" "Memorīrōn" (メモリーローン)                                                                                  | 2 tháng 5 năm 2020   |                           |
| 1065                                                                | "Cảm giác đó xuyên qua lòng tớ rồi" "Kokoro ni sasaru omoi yari" (こころにささるおもいヤリ)                                        | 9 tháng 5 năm 2020   |                           |
| 1066                                                                | "Hắt hơi là coi chừng đó" "Kushami ni kiwotsukero" (くしゃみに気をつけろ)                                                          | 16 tháng 5 năm 2020  |                           |
| 1067                                                                | "Máy tạo mô hình nhân vật" "Kyarakutāguzzu o tsukutchae!" (キャラクターグッズを作っちゃえ！)                                       | 23 tháng 5 năm 2020  |                           |
| 1068                                                                | "Vòng cổ triệu hồi" "Yondarakubiwa" (ヨンダラク首わ)                                                                               | 30 tháng 5 năm 2020  |                           |
| 1069                                                                | "Dây thừng trừng trị kẻ ác" "Osorubeki seigi rōpu" (おそるべき正義ロープ)                                                          | 6 tháng 6 năm 2020   |                           |
| Tập phim có nội dung làm lại từ tập 136 trong loạt phim anime.      | |                      |                           |
| 1070                                                                | "Lỗ đen của Nobita" "Nobita no burakkuhōru" (のび太のブラックホール)                                                               | 13 tháng 6 năm 2020  |                           |
| Tập phim có nội dung làm lại từ tập 161 trong loạt phim anime.      | |                      |                           |
| 1071                                                                | "Chim nhắc nhở" "Wasure tori" (わすれ鳥)                                                                                           | 20 tháng 6 năm 2020  |                           |
| 1072                                                                | "Lắp đường sắt cho chính mình" "Tsukure ̄ru mairēru" (つくれーるマイレール)                                                         | 27 tháng 6 năm 2020  |                           |
| 1073                                                                | "Hành tinh ngược đời" "Abekobe wakusei" (あべこべ惑星)                                                                             | 4 tháng 7 năm 2020   |                           |
| Tập phim có nội dung làm lại từ tập 301 trong loạt phim anime.      | |                      |                           |
| 1074                                                                | "Lính nhảy dù nhát gan" "Bō ken parashūto" (ぼうけんパラシュート)                                                                  | 11 tháng 7 năm 2020  |                           |
| 1075                                                                | "Rẻ trái, rẻ phải, đi thằng" "Hidari, choku, migi, migi, hidari..." (左、直、右、右、左...)                                        | 18 tháng 7 năm 2020  |                           |
| 1076                                                                | "Bùa hộ mệnh thoát thân" "Kiki-me ichiban yaku yo ke shīru" (ききめ一番やくよけシール)                                             | 25 tháng 7 năm 2020  |                           |
| 1077                                                                | "Cánh cửa thông minh" "Pusshudoa" (プッシュドア)                                                                                   | 1 tháng 8 năm 2020   |                           |
| 1078                                                                | "Hòn đảo không người" "Mujintō no tsukurikata" (無人島のつくり方)                                                                  | 8 tháng 8 năm 2020   |                           |
| 1079                                                                | "Máy chuyển đổi nước ép hoa quả" "Suidō jūsu henkan adaputā" (水道ジュース変換アダプター)                                          | 15 tháng 8 năm 2020  |                           |
| 1080                                                                | "Đầu nhỏ đeo tứ chân" "Teashi ni tsukeru mini atama" (手足につけるミニ頭)                                                          | 22 tháng 8 năm 2020  |                           |
| 1081                                                                | "Cái ống nhòm kỳ lạ" "Tenitoribōenkyō" (手にとり望遠鏡)                                                                            | 29 tháng 8 năm 2020  |                           |
| 1082                                                                | "Máy dung hợp" "Urutoramikisā" (ウルトラミキサー)                                                                                  | 5 tháng 9 năm 2020   |                           |
| Tập phim có nội dung làm lại từ tập 456 trong loạt phim anime.      | |                      |                           |
| 1083                                                                | "Dàn nhạc cảm xúc thăng hoa" "Mūdo moriage gakudan" (ムードもりあげ楽団)                                                           | 5 tháng 9 năm 2020   |                           |
| Tập phim có nội dung làm lại từ tập 27 & 713 trong loạt phim anime. | |                      |                           |
| 1084                                                                | "Chú khủng long của Nobita" "Nobitanokyōryū" (のび太の恐竜)                                                                        | 5 tháng 9 năm 2020   |                           |
| 1085                                                                | "Happy Gacha! Trò chơi nhân phẩm" "Happīgacha wa yame rarenai" (ハッピーガチャはやめられない)                                      | 12 tháng 9 năm 2020  |                           |
| 1086                                                                | "Tớ không thể học bài ở sa mạc Sahara" "Saharasabaku de benkyō wa dekinai" (サハラ砂漠で勉強はできない)                            | 19 tháng 9 năm 2020  |                           |
| Tập phim có nội dung làm lại từ tập 574 trong loạt phim anime.      | |                      |                           |
| 1087                                                                | "Chiếc vòng giành lại công lý" "Otonawoshikaruwanshō" (大人をしかる腕章)                                                           | 26 tháng 9 năm 2020  |                           |
| 1088                                                                | "Đi bụi tới đảo hoang" "Mujintō e iede" (無人島へ家出)                                                                             | 26 tháng 9 năm 2020  |                           |
| 1089                                                                | "Mũ trò chơi trốn tìm" "Darumasankorondabō" (ダルマさんころんだ帽)                                                                 | 3 tháng 10 năm 2020  |                           |
| 1090                                                                | "Tất cả đều đến! Điện thoại giao hàng" "Nan demo todoku! Demae denwa" (なんでも届く!出前電話)                                      | 3 tháng 10 năm 2020  |                           |
| 1091                                                                | "Mũi tên cấp tốc" "Yumi ya de gakkō e" (弓やで学校へ)                                                                              | 10 tháng 10 năm 2020 |                           |
| 1092                                                                | "Hành trình đi tìm ống nhòm" "Shashin hairikomi sukōpu" (写真入りこみスコープ)                                                     | 10 tháng 10 năm 2020 |                           |
| 1093                                                                | "Câu chuyện cảm động" "Jin to kandō suru hanashi" (ジ～ンと感動する話)                                                             | 17 tháng 10 năm 2020 |                           |
| Tập phim có nội dung làm lại từ tập 108 trong loạt phim anime.      | |                      |                           |
| 1094                                                                | "Nguy hiểm! Mặt nạ sư tử" "Ayaushi! Raion kamen" (あやうし!ライオン仮面)                                                           | 17 tháng 10 năm 2020 |                           |
| Tập phim có nội dung làm lại từ tập 48 trong loạt phim anime.       | |                      |                           |
| 1095                                                                | "Xuất hiện!? Tổng thống Nobita" "Tanjō!? Daitōryō Nobita" (誕生!?大統領のび太)                                                     | 24 tháng 10 năm 2020 |                           |
| 1096                                                                | "Đồng hồ điên cuồng" "Maddo uotchi" (マッド・ウオッチ)                                                                             | 24 tháng 10 năm 2020 |                           |
| 1097                                                                | "Máy chiếu bóng" "Kagebōshifurasshu" (影ぼうしフラッシュ)                                                                          | 31 tháng 10 năm 2020 |                           |
| 1098                                                                | "Bộ đồ Dracula" "Dorakyurasetto" (ドラキュラセット)                                                                                | 31 tháng 10 năm 2020 |                           |
| Tập phim có nội dung làm lại từ tập 371 trong loạt phim anime.      | |                      |                           |
| 1099                                                                | "Bàn tay lột vỏ" "Kawamukerun" (カワムケルン)                                                                                      | 7 tháng 11 năm 2020  |                           |
| 1100                                                                | "Máy ảnh tương lai" "Yukusuekamera" (ユクスエカメラ)                                                                               | 7 tháng 11 năm 2020  |                           |
| 1101                                                                | "Robot kiểm tra" "Tesuto robotto" (テスト・ロボット)                                                                               | 14 tháng 11 năm 2020 |                           |
| 1102                                                                | "Lòng hiếu khách của nhà Nobi" "Nobi-ka de o mote nashi" (野比家でおもて梨)                                                        | 14 tháng 11 năm 2020 |                           |
| 1103                                                                | "Vệ tinh do thám" "Supai eisei de sagure" (スパイ衛星でさぐれ)                                                                     | 21 tháng 11 năm 2020 |                           |
| 1104                                                                | "Cây búa thần" "Yayakoshī? Uchidenokodzuchi" (ややこしい?うちでの小づち)                                                           | 21 tháng 11 năm 2020 |                           |
| 1105                                                                | "Đám mây phân thân" "Hanbun'odekakegumo" (半分おでかけ雲)                                                                          | 28 tháng 11 năm 2020 |                           |
| 1106                                                                | "Mạnh nhất! Robot giấy" "Saikyō! Robottopēpā" (最強!ロボットペーパー)                                                              | 28 tháng 11 năm 2020 |                           |
| 1107                                                                | "Tin tức ngớ ngẩn!? Tuần san Nobita" "Baka ure!? Shūkan Nobita" (バカ売れ!?週刊のび太)                                             | 5 tháng 12 năm 2020  |                           |
| 1108                                                                | "Bong bóng đưa thư" " Fūsen ga todoketa tegami" (風船がとどけた手紙)                                                               | 5 tháng 12 năm 2020  |                           |
| 1109                                                                | "Nước nhỏ mắt tàng hình" "Tōmei ningen-me gusuri" (とうめい人間目ぐすり)                                                           | 12 tháng 12 năm 2020 |                           |
| Tập phim có nội dung làm lại từ tập 133 trong loạt phim anime.      | |                      |                           |
| 1110                                                                | "Thang máy vô hình" "Erebētā purēto" (エレベーター・プレート)                                                                      | 12 tháng 12 năm 2020 |                           |
| 1111                                                                | "Đoạn phim nhiệm màu" "Mirakurumūbī o totte mita" (ミラクルムービーを撮ってみた)                                                   | 19 tháng 12 năm 2020 |                           |
| 1112                                                                | "Jaian hoàn lương, Nobita gặp phiền toái" "Jaian hansei, Nobita wa meiwaku" (ジャイアン反省、のび太はめいわく)                     | 26 tháng 12 năm 2020 |                           |
| Tập phim có nội dung làm lại từ tập 177 trong loạt phim anime.      | |                      |                           |
| 1113                                                                | "Phim bom tấn hiệu ứng đặc biệt "Anh hùng không gian"" "Chōdaisaku tokusatsu eiga "uchū daimashin"" (超大作特撮映画『宇宙大魔神』) | 31 tháng 12 năm 2020 |                           |
| Tập phim có nội dung làm lại từ tập 225 trong loạt phim anime.      | |                      |                           |

### Năm 2021
| #                                                                           | Tên tập phim | Ngày phát sóng gốc   |
| --------------------------------------------------------------------------- | --- | -------------------- |
| 1114                                                                        | "Kim tiêm cân bằng" "Baransu chūsha" (バランス注射)                                                                                   | 9 tháng 1 năm 2021   |
| 1115                                                                        | "Tiền được cho hơi bị nhiều" "Okane nante daikirai" (お金なんて大嫌い)                                                                | 9 tháng 1 năm 2021   |
| 1116                                                                        | "Mặt Trời mọc đầu tiên vào ngày đầu năm mới" "Hatsuhinode setto" (初日の出セット)                                                     | 9 tháng 1 năm 2021   |
| 1117                                                                        | "Bút tạo đường hầm" "Nuke ana bōrupen" (ぬけ穴ボールペン)                                                                             | 16 tháng 1 năm 2021  |
| 1118                                                                        | "Gậy lấy đồ trong tivi" "Terebi torimochi" (テレビとりもち)                                                                           | 16 tháng 1 năm 2021  |
| 1119                                                                        | "Tuyết nóng quá!" "Yuki de atchitchi" (雪でアッチッチ)                                                                                | 23 tháng 1 năm 2021  |
| Tập phim có nội dung làm lại từ tập 532 trong loạt phim anime.              | |                      |
| 1120                                                                        | "Cuộc đua máy hút bụi" "Doraibu wa sōji-ki ni notte" (ドライブはそうじ機に乗って)                                                     | 23 tháng 1 năm 2021  |
| Tập phim có nội dung làm lại từ tập 357 trong loạt phim anime.              | |                      |
| 1121                                                                        | "Đậu thần đuổi quỷ" "Onihasoto bīnzu" (鬼は外ビーンズ)                                                                                | 30 tháng 1 năm 2021  |
| Tập phim có nội dung làm lại từ tập 458 trong loạt phim anime.              | |                      |
| 1122                                                                        | "Ngôi nhà robot" "Ie ga robotto ni natta" (「家がロボットになった)                                                                    | 30 tháng 1 năm 2021  |
| Tập phim có nội dung làm lại từ tập 359 trong loạt phim anime.              | |                      |
| 1123                                                                        | "Ngôi làng bí ẩn trên núi tuyết" "Yama oku mura no kai jiken" (山おく村の怪事件)                                                      | 6 tháng 2 năm 2021   |
| Tập phim có nội dung làm lại từ tập 284 trong loạt phim anime.              | |                      |
| 1124                                                                        | "Súng phân chia tranh giành" " Sōdatsu-sen kaihi jū" (争奪戦回避銃)                                                                   | 6 tháng 2 năm 2021   |
| 1125                                                                        | "Mang cả núi tuyết đến đây" "Taisetsuzan ga yattekita" (大雪山がやってきた)                                                           | 13 tháng 2 năm 2021  |
| Tập phim có nội dung làm lại từ tập 84 trong loạt phim anime.               | |                      |
| 1126                                                                        | "Bom hẹn giờ bùng nổ" "Chikutakubonwappen" (チクタクボンワッペン)                                                                     | 13 tháng 2 năm 2021  |
| 1127                                                                        | "Cắm trại đông bằng chiếc Hộp Vạn Năng" "Okonomibokkusu de fuyu kyanpu" (オコノミボックスで冬キャンプ)                                | 20 tháng 2 năm 2021  |
| 1128                                                                        | "Chăm sóc em trai" "Otōto o tsukurou" (弟をつくろう)                                                                                  | 20 tháng 2 năm 2021  |
| Tập phim có nội dung làm lại từ tập 268 trong loạt phim anime.              | |                      |
| 1129                                                                        | "Anh anh em em nhà DoraDora" "Doradora kyōdai-genka" (ドラドラ兄妹げんか)                                                             | 27 tháng 2 năm 2021  |
| 1130                                                                        | "Đi tìm ngôi sao hạnh phúc" "Shiawase no o Hoshi-sama" (しあわせのお星さま)                                                           | 27 tháng 2 năm 2021  |
| 1131                                                                        | "Vòng triệu hồi tinh linh" "Seirei yobidashiu dewa" (精霊よびだしうでわ)                                                              | 6 tháng 3 năm 2021   |
| Tập phim có nội dung làm lại từ tập 222 trong loạt phim anime.              | |                      |
| 1132                                                                        | "Bút viết thư tay tự động" "Mohantegamipen" (もはん手紙ペン)                                                                          | 6 tháng 3 năm 2021   |
| 1133                                                                        | "Còi tập hợp đồng điệu" "Nitamono! Atsumare hoissuru" (似たもの!あつまれホイッスル)                                                   | 13 tháng 3 năm 2021  |
| 1134                                                                        | "Ăn nhờ ở đậu với cây tầm gửi" "Yadorigi de tanoshiku iede" (やどり木で楽しく家出)                                                    | 20 tháng 3 năm 2021  |
| 1135                                                                        | "Gouda, khi nào đến?" "Gōda, itsu?" (剛田、いつ?)                                                                                     | 27 tháng 3 năm 2021  |
| 1136                                                                        | "Tự làm gia sư cho chính mình" "Boku o, boku no sensei ni" (ぼくを、ぼくの先生に)                                                     | 27 tháng 3 năm 2021  |
| 1137                                                                        | "Hoa anh đào nở khắp mọi nơi" "Sakura-ippai dai sakusen" (サクラいっぱい大作戦)                                                       | 3 tháng 4 năm 2021   |
| 1138                                                                        | "Hồ sơ tự biên" "Purofīru o motchae" (プロフィールを盛っちゃえ)                                                                       | 3 tháng 4 năm 2021   |
| 1139                                                                        | "Tay săn quái ngư trên đảo Gigi" "Jiji shima no kai-gyo hantā" (ジジ島の怪魚ハンター)                                                 | 10 tháng 4 năm 2021  |
| 1140                                                                        | "Làm thám tử điều tra bằng kính lúp suy luận" "Rensōshikisuirimushimegane" (連想式推理虫メガネ)                                       | 17 tháng 4 năm 2021  |
| Tập phim có nội dung làm lại từ tập 528 trong loạt phim anime.              | |                      |
| 1141                                                                        | "Chìa khóa dây cót tăng tốc" "Nejimaitehassuru!" (ネジまいてハッスル!)                                                                | 17 tháng 4 năm 2021  |
| 1142                                                                        | "Nobita là ông vua siêu câu đố" "Nobita wa kuizu-ō" (のび太はクイズ王)                                                                | 24 tháng 4 năm 2021  |
| 1143                                                                        | "Thú nuôi là cờ cá chép" "Petto wa koi nobori" (ペットはこいのぼり)                                                                   | 1 tháng 5 năm 2021   |
| 1144                                                                        | "Sắp đến Hawaii rồi" "Hawai ga yattekuru" (ハワイがやってくる)                                                                        | 8 tháng 5 năm 2021   |
| 1145                                                                        | "Ngày của mẹ dài vô tận" "Haha no hi wa owaranai" (母の日は終わらない)                                                                | 8 tháng 5 năm 2021   |
| 1146                                                                        | "Bức tranh có giá 60 triệu yên" "Kono e 6000 man-en" (この絵6000万円)                                                                 | 15 tháng 5 năm 2021  |
| 1147                                                                        | "Kẹo trì hoãn âm thanh" "Osodaame" (おそだアメ)                                                                                       | 15 tháng 5 năm 2021  |
| Tập phim có nội dung làm lại từ tập 468 trong loạt phim anime.              | |                      |
| 1148                                                                        | "Chơi một mình với búp bê" "Chūmon no ōi ningyō asobi" (注文の多い人形あそび)                                                         | 22 tháng 5 năm 2021  |
| 1149                                                                        | "Câu chuyện về những hòn đá dễ thương" "Kawaī ishikoro no hanashi" (かわいい石ころの話)                                               | 22 tháng 5 năm 2021  |
| Tập phim có nội dung làm lại lần 2 từ tập 143 và 423 trong loạt phim anime. | |                      |
| 1150                                                                        | "Ánh mắt đầy sự uy tín" "Me djikara ni goyōshin" (目ヂカラにご用心)                                                                   | 29 tháng 5 năm 2021  |
| 1151                                                                        | "Nobi-chan Man và Chroma Key" "Kuromakī de nobi-chan man" (クロマキーでノビちゃんマン)                                                | 5 tháng 6 năm 2021   |
| 1152                                                                        | "Bồ công anh bay lên nào" "Tanpopo sora o iku" (タンポポ空を行く)                                                                     | 5 tháng 6 năm 2021   |
| Tập phim có nội dung làm lại từ tập 10 trong loạt phim anime.               | |                      |
| 1153                                                                        | "Mũ bong bóng tập trung tư tưởng" "Shūchū-ryoku zōkyō shabonherumetto" (集中力増強シャボンヘルメット)                                 | 12 tháng 6 năm 2021  |
| 1154                                                                        | "Tách trà mạo hiểm trong ngày của cha" "Chichi no hi ni adobencha" (父の日にアドベン茶)                                               | 19 tháng 6 năm 2021  |
| Tập phim có nội dung làm lại từ tập 256 trong loạt phim anime.              | |                      |
| 1155                                                                        | "Cố gắng vì một bài kiểm tra" "Kiraina tesuto ni gānba" (きらいなテストにガーンバ)                                                    | 19 tháng 6 năm 2021  |
| 1156                                                                        | "Búa khóa bảo vệ đồ vật" "Rokkurokkuhanmā" (ロックロックハンマー)                                                                     | 26 tháng 6 năm 2021  |
| 1157                                                                        | "Côn trùng linh cảm" "Yo kan mushi" (よかん虫)                                                                                        | 26 tháng 6 năm 2021  |
| 1158                                                                        | "Động vật tạm trú quý hiếm" "Chinjū ga shōtosutei" (珍獣がショートステイ)                                                             | 3 tháng 7 năm 2021   |
| 1159                                                                        | "Không thể thay đổi! Hộp thời tiết" "Hengen jizai! Otenkibokkusu" (変幻自在！お天気ボックス)                                          | 3 tháng 7 năm 2021   |
| Tập phim có nội dung làm lại từ tập 483 trong loạt phim anime.              | |                      |
| 1160                                                                        | "Cùng vẽ mặt nào" "Keshigomu de nopperabō" (消しゴムでノッペラボウ)                                                                   | 10 tháng 7 năm 2021  |
| Tập phim có nội dung làm lại từ tập 319 trong loạt phim anime.              | |                      |
| 1161                                                                        | "Thủy cung trong phòng" "Tsukurou! O zashiki suizokukan" (つくろう！おざしき水族館)                                                   | 10 tháng 7 năm 2021  |
| Tập phim có nội dung làm lại từ tập 698 trong loạt phim anime.              | |                      |
| 1162                                                                        | "Nhãn dán tượng hình Sugu" "Sugupikutoguramu" (スグピクトグラム)                                                                      | 17 tháng 7 năm 2021  |
| 1163                                                                        | "Cùng xem thể thao trên ghế Sofa mây" "Kumo sofā de supōtsu o miyou!" (雲ソファーでスポーツをみよう！)                                | 17 tháng 7 năm 2021  |
| 1164                                                                        | "Thành phố tương lai chỉ có một người" "Mirai no machi ni tadahitori" (未来の町にただ一人)                                            | 31 tháng 7 năm 2021  |
| Tập phim có nội dung làm lại từ tập 104 trong loạt phim anime.              | |                      |
| 1165                                                                        | "Con ong giúp việc" "Hachi ni tanomeba nantoka naru-sa" (ハチにたのめば何とかなるさ)                                                  | 31 tháng 7 năm 2021  |
| 1166                                                                        | "Ngủ để tạo ra điện! Điện năng Nobita" "Mushi tte hatsuden! Nobita-ryoku" (眠って発電！のび太電力)                                    | 7 tháng 8 năm 2021   |
| 1167                                                                        | "Cùng thành lập công ti dành cho mèo" "Neko ga kaisha o tsukutta ni hi" (ネコが会社を作ったニャ)                                      | 14 tháng 8 năm 2021  |
| Tập phim có nội dung làm lại từ tập 185 trong loạt phim anime.              | |                      |
| 1168                                                                        | "Con ma giúp việc" "Tsume awase o bake" (つめあわせオバケ)                                                                            | 21 tháng 8 năm 2021  |
| Tập phim có nội dung làm lại từ tập 115 trong loạt phim anime.              | |                      |
| 1169                                                                        | "Cắm trại với đèn tráo đổi" "Goroawasetou de kyanpu shiyou!" (ゴロアワセトウでキャンプしよう！)                                       | 28 tháng 8 năm 2021  |
| 1170                                                                        | "Ngày Dorayaki biến mất" "Dora shiki ga kieta hi" (どら焼きが消えた日)                                                                | 4 tháng 9 năm 2021   |
| 1171                                                                        | "Sử dụng phép thuật" "Majikku no tsukaimichi" (マジックの使い道)                                                                      | 4 tháng 9 năm 2021   |
| 1172                                                                        | "Nhiệm vụ thám hiểm hành tinh của Nobita" "Nobita no wakusei dansei misshoun" (のび太の惑星探査ミッション)                            | 4 tháng 9 năm 2021   |
| 1173                                                                        | "Người bạn vừa dài vừa nhỏ" "Hosoku nagai tomodachi" (細く長い友だち)                                                                 | 11 tháng 9 năm 2021  |
| Tập phim có nội dung làm lại từ tập 364 trong loạt phim anime.              | |                      |
| 1174                                                                        | "Bình xịt trở về chỗ cũ" "Otoshi shimo no kamubakkusupurē" (落としものカムバックスプレー)                                             | 11 tháng 9 năm 2021  |
| 1175                                                                        | "Ánh trăng và tiếng côn trùng" "Tsuki no hikari to mushi no koe" (月の光と虫の声)                                                     | 18 tháng 9 năm 2021  |
| Tập phim có nội dung làm lại từ tập 433 trong loạt phim anime.              | |                      |
| 1176                                                                        | "Súng giấc mơ" "Tsumorigan" (ツモリガン)                                                                                              | 18 tháng 9 năm 2021  |
| 1177                                                                        | "Thuốc không ghét nổi" "Nikumenain" (ニクメナイン)                                                                                    | 25 tháng 9 năm 2021  |
| Tập phim có nội dung làm lại từ tập 688 trong loạt phim anime.              | |                      |
| 1178                                                                        | "Suneo là 1 người anh lý tưởng" "Suneotto wa uketamawa no nīsan" (スネ夫は理想のお兄さん)                                             | 25 tháng 9 năm 2021  |
| Tập phim có nội dung được làm lại từ tập 91 trong loạt phim anime.          | |                      |
| 1179                                                                        | "Hạt dẻ gia hạn" "Agesagekuri" (上げ下げくり)                                                                                         | 2 tháng 10 năm 2021  |
| Tập phim có nội dung làm lại từ tập 381 trong loạt phim anime.              | |                      |
| 1180                                                                        | "Con chip sở hữu" "Kashikirichippu" (貸し切りチップ)                                                                                  | 2 tháng 10 năm 2021  |
| 1181                                                                        | "Chiến lược đột phá thị trấn" "Chōnai toppa dai sakusen" (町内突破大作戦)                                                             | 9 tháng 10 năm 2021  |
| Tập phim có nội dung được làm lại từ tập 343 trong loạt phim anime.         | |                      |
| 1182                                                                        | "Ông hoàng thời trang Sunekapa" "Kōdeinēto wa sunekapa de" (コーディネートはスネカパで)                                               | 9 tháng 10 năm 2021  |
| 1183                                                                        | "Kịch tính! Cuộc đua khốc liệt trên đường thay thế" "Suriru manten! Irekae kōsu de mō rēsu" (スリル満点！いれかえコースで猛レース)    | 16 tháng 10 năm 2021 |
| 1184                                                                        | "Dọn dẹp phòng trưng bày" "O katadzukeshi ~yōrū mu" (おかたづけショールーム)                                                          | 16 tháng 10 năm 2021 |
| 1185                                                                        | "Xưởng gỗ Honekawa! Đồ thủ công tự làm" "Hone kawa maisutā no nichiyō daiku!" (骨川マイスターのDo It Yourself！)                      | 23 tháng 10 năm 2021 |
| 1186                                                                        | "Máy chèn nhân vật chính" "Shuyakuhamekomiki" (主役はめこみ機)                                                                        | 23 tháng 10 năm 2021 |
| 1187                                                                        | "Ném xúc xắc du lịch vòng quanh Nhật Bản" "Riaruna nihon'isshū tokkyū sugo ro ku" (リアルな日本一周特急すごろく)                      | 30 tháng 10 năm 2021 |
| 1188                                                                        | "Lời cầu cứu khẩn cấp của Shizuka" "Shizukachan no Esuōesu" (しずかちゃんのSOS)                                                       | 30 tháng 10 năm 2021 |
| 1189                                                                        | "Bình phun phát triển" "Tsudzuki supurē" (つづきスプレー)                                                                             | 6 tháng 11 năm 2021  |
| Tập phim có nội dung được làm lại từ tập 510 trong loạt phim anime.         | |                      |
| 1190                                                                        | "Rèn luyện quả bóng" "Bōru o kitaeyou!" (ボールを鍛（きた）えろ！)                                                                    | 6 tháng 11 năm 2021  |
| 1191                                                                        | "Thức uống không còn ai" "Mujinkyōdorinku" (無人境ドリンク)                                                                           | 13 tháng 11 năm 2021 |
| 1192                                                                        | "Nobita và Nobita" "Nobita to Nobita" (のび太とのび太)                                                                                | 20 tháng 11 năm 2021 |
| 1193                                                                        | "Nới rộng Nhật Bản" "Hirobiro Nihon" (ひろびろ日本)                                                                                   | 27 tháng 11 năm 2021 |
| 1194                                                                        | "Cái đuôi của Harry" "Harī no shippo" (ハリーのしっぽ)                                                                                | 11 tháng 12 năm 2021 |
| 1195                                                                        | "Tấm Poster quái dị Nobita" "Posutā ni nin tta Nobita" (ポスターになったのび太)                                                       | 11 tháng 12 năm 2021 |
| 1196                                                                        | "Mì Ramen Jaian sắp mở bán!" "Jaianrāmen ga kuru!" (ジャイアンラーメンが来る！)                                                       | 18 tháng 12 năm 2021 |
| 1197                                                                        | "Bộ đồ tạo điện" "Chiku-den sūtsu" (ちく電スーツ)                                                                                     | 18 tháng 12 năm 2021 |
| 1198                                                                        | "Ảo thuật gia Nobi ~ Phép màu ngày Giáng Sinh" "Iryūjonisutonobī ~ kurisumasu no kiseki" (イリュージョニストノビー～クリスマスの奇跡) | 25 tháng 12 năm 2021 |
| 1199                                                                        | "Bút vẽ thực vật" "Shokubutsu pen" (植物ペン)                                                                                         | 25 tháng 12 năm 2021 |
| 1200                                                                        | "Thoát khỏi ham muốn trần tục!" "Bon'nō o oiharae!" (煩悩を追い払え！)                                                                | 31 tháng 12 năm 2021 |

### Năm 2022
| #                  | Tên tập phim | Ngày phát sóng gốc   |
| ------------------ | --- | -------------------- |
| 1201               | "Jaian là cảnh sát!?" "Jaian ga keisatsukan!?" (ジャイアンが警察官!?)                                                                             | 8 tháng 1 năm 2022   |
| 1202               | "Suneo có gì mọi người có đó" "Suneotto no jiman wa min'na no jiman" (スネ夫の自慢はみんなの自慢)                                                 | 8 tháng 1 năm 2022   |
| 1203               | "Dạo chơi trên mây" "Kumo no naka no sanpo" (雲の中の散歩)                                                                                        | 15 tháng 1 năm 2022  |
| 1204               | "Nhật ký tương lai" "Itsudemonikki" (いつでも日記)                                                                                                | 15 tháng 1 năm 2022  |
| 1205               | "Cao dán ếch ộp" "Keronpasu" (ケロンパス) | 22 tháng 1 năm 2022  |
| 1206               | "Trò chơi đổi chữ" "Hitomoji kaete ason jaou" (一文字変えて遊んじゃおう)                                                                          | 29 tháng 1 năm 2022  |
| 1207               | "Máy gọi UFO" "Michitonosōgūki" (未知とのそうぐう機)                                                                                              | 29 tháng 1 năm 2022  |
| Làm lại từ tập 129 | |                      |
| 1208               | "Lướt qua miệng núi lửa trên Mặt Trăng" "Getsumen kurētā o subetchae!" (月面クレーターを滑っちゃえ!)                                              | 5 tháng 2 năm 2022   |
| 1209               | "Chuyện ông nhà văn" "Bero ai uranai ōatari!" (ベロ相うらない大当たり!)                                                                           | 5 tháng 2 năm 2022   |
| Làm lại từ tập 257 | |                      |
| 1210               | "Bắn những nét vẽ nguệch ngoạc!" "Raku ga ki o ute!" (らくがきを撃て！)                                                                           | 12 tháng 2 năm 2022  |
| 1211               | "Cậu bé chính trực" "Shōjikitarō" (正直太郎) | 12 tháng 2 năm 2022  |
| Làm lại từ tập 50  | |                      |
| 1212               | "Gương ăn miếng trả miếng" "Itami o tomonau kagami o kaesu" (痛みを伴う鏡を返す)                                                                  | 19 tháng 2 năm 2022  |
| 1213               | "Bộ thiết bị đường chắn" "Fumikirisetto" (ふみきりセット)                                                                                         | 26 tháng 2 năm 2022  |
| 1214               | "Họa sĩ truyện tranh Jaiko" "Manga-ka jai-ko" (まんが家ジャイ子)                                                                                  | 26 tháng 2 năm 2022  |
| Làm lại từ tập 15  | |                      |
| -                  | "Doraemon: Nobita và những bạn khủng long mới" | 26 tháng 2 năm 2022  |
| 1215               | "Cậu bé Hoi ở làng Donjara" "Donjara-mura no hoi" (ドンジャラ村のホイ)                                                                            | 5 tháng 3 năm 2022   |
| 1216               | "Dorami ngắm hoa anh đào và ăn bánh mì dưa gang" "Dorami no o hanami meronpan" (ドラミのお花見メロンパン)                                         | 12 tháng 3 năm 2022  |
| 1217               | "Châu chấu hối lỗi" "Peko Peko Batta" (ペコペコバッタ)                                                                                            | 12 tháng 3 năm 2022  |
| Làm lại từ tập 40  | |                      |
| 1218               | "Nắm lấy ước mơ! Hành tinh kho báu" "Tsukame dorīmu! Takaraboshi" (つかめドリーム！宝星)                                                          | 19 tháng 3 năm 2022  |
| Làm lại từ tập 47  | |                      |
| 1219               | "Máy nói dối" "U sotsu-ki" (うそつ機) | 26 tháng 3 năm 2022  |
| 1220               | "Đừng khóc, Jaiko" "Nakuna jai-ko yo" (泣くなジャイ子よ)                                                                                          | 26 tháng 3 năm 2022  |
| Làm lại từ tập 98  | |                      |
| 1221               | "Xây dựng cơ bắp với đất sét tạo hình" "Karadanendo de sumāto ni narou" (からだねん土でスマートになろう)                                          | 2 tháng 4 năm 2022   |
| Làm lại từ tập 651 | |                      |
| 1222               | "Sợi dây có phép" "Nagē nage na wa" (ナゲーなげなわ)                                                                                              | 2 tháng 4 năm 2022   |
| 1223               | "Băng dán ký sinh" "Itadakikoban" (いただき小ばん)                                                                                                | 9 tháng 4 năm 2022   |
| 1224               | "Bé bão anh hùng Fuko" "Taifū no fū-ko" (台風のフー子)                                                                                            | 23 tháng 4 năm 2022  |
| Làm lại từ tập 198 | |                      |
| 1225               | "Thiết bị trợ năng mọi thứ" "Nan demo ashisutōn" (なんでもアシストーン)                                                                           | 23 tháng 4 năm 2022  |
| 1226               | "Mong muốn nhân ngày của mẹ" "Haha no hi wa ōse no mama ni" (母の日はおおせのママに)                                                              | 7 tháng 5 năm 2022   |
| 1227               | "Súng kiểm tra nhu cầu" "Nozomiru-jū" (ノゾミルじゅう)                                                                                            | 7 tháng 5 năm 2022   |
| 1228               | "Tấm thẻ của quỷ" "Debirukādo" (デビルカード) | 14 tháng 5 năm 2022  |
| Làm lại từ tập 127 | |                      |
| 1229               | "Mũ họa sĩ ghi nhớ thiên tài" "Mita mama berē de tensai gaka" (みたままベレーで天才画家)                                                          | 14 tháng 5 năm 2022  |
| 1230               | "Ăn cắp viên kim cương của mẹ" "Mama no daiya o nusumidase" (ママのダイヤを盗み出せ)                                                              | 21 tháng 5 năm 2022  |
| Làm lại từ tập 190 | |                      |
| 1231               | "Kiêm tiêm bản đồ chuyển phát" "Chizuchūshaki" (地図ちゅうしゃき)                                                                                 | 28 tháng 5 năm 2022  |
| 1232               | "Đèn thay đổi trọng lượng" "Omo karutō" (おもかるとう)                                                                                            | 28 tháng 5 năm 2022  |
| 1233               | "Nốt ruồi sao chép" "Utsu shibo kuro" (うつしぼくろ)                                                                                              | 4 tháng 6 năm 2022   |
| 1234               | "Máy móc nổi loạn" "Robottā no hanran" (ロボッターの反乱)                                                                                         | 4 tháng 6 năm 2022   |
| 1235               | "Jaian dễ thương" "Kawaī jaian" (かわいいジャイアン)                                                                                              | 11 tháng 6 năm 2022  |
| 1236               | "Ca sĩ kiêm nhạc sĩ" "Shingāsonguraitā" (シンガーソングライター)                                                                                  | 11 tháng 6 năm 2022  |
| 1237               | "Nước uống con ếch" "Amagaēru" (アマガエール) | 18 tháng 6 năm 2022  |
| 1238               | "Tấm gương chuyển động" "Utsushi-ppanashi mirā" (うつしっぱなしミラー)                                                                            | 18 tháng 6 năm 2022  |
| 1239               | "Jaian ở địa ngục" "Jigoku ni jaian" (地獄にジャイアン)                                                                                           | 25 tháng 6 năm 2022  |
| 1240               | "Thành lập công ty báo lá cải" "Shinbun-sha-gokko setto" (新聞社ごっこセット)                                                                     | 25 tháng 6 năm 2022  |
| 1241               | "Túi không gian bốn chiều dự phòng" "Yojigenpoketto ni supea ga atta noda" (四次元ポケットにスペアがあったのだ)                                   | 2 tháng 7 năm 2022   |
| Làm lại từ tập 415 | |                      |
| 1242               | "Chỉ là nói dối thôi! Súng hòa nhập" "Dotchi ga uso ka! Awasēru" (どっちがウソか！アワセール)                                                     | 2 tháng 7 năm 2022   |
| Làm lại từ tập ?   | |                      |
| 1243               | "Đánh bắt thủy quái!" "Umibōzu ga tsureta!" (海坊主がつれた!)                                                                                     | 9 tháng 7 năm 2022   |
| Làm lại từ tập ?   | |                      |
| 1244               | "Ở nhà hang ốc sên thoải mái lắm" "Dendenhausu wa kirakuda na" (デンデンハウスは気楽だな)                                                         | 9 tháng 7 năm 2022   |
| Làm lại từ tập 61  | |                      |
| 1245               | "Dekisugi tí hon" "Chitchakute mo de kisugi" (ちっちゃくても出木杉)                                                                               | 16 tháng 7 năm 2022  |
| 1246               | "Đi vào trong cơ thể, trong nước" "Tatoe i no naka, mizu no naka" (たとえ胃の中、水の中)                                                          | 16 tháng 7 năm 2022  |
| Làm lại từ tập 92  | |                      |
| 1247               | "Nào mình cùng đi ngắm cảnh" "Haikingu ni dekakeyou" (ハイキングに出かけよう)                                                                     | 23 tháng 7 năm 2022  |
| 1248               | "Quạt gió nổi loạn" "Fūjin sawagi" (風神さわぎ)                                                                                                   | 23 tháng 7 năm 2022  |
| 1249               | "Con trai Nobita bỏ nhà ra đi" "Nobita no musuko ga iede shita" (のび太の息子が家出した)                                                          | 6 tháng 8 năm 2022   |
| Làm lại từ tập 470 | |                      |
| 1250               | "Chuông gió mộng du" "Yume fū rin" (ゆめふうりん)                                                                                                 | 6 tháng 8 năm 2022   |
| Làm lại từ tập 37  | |                      |
| 1251               | "Trả vợ Shizuka lại đây" "Shizukachan o torimodose" (しずかちゃんをとりもどせ)                                                                    | 13 tháng 8 năm 2022  |
| Làm lại từ tập ?   | |                      |
| 1252               | "Làm ơn! Chiếc vòng động vật" "Onegai! Animarūpu" (お願い！アニマループ)                                                                          | 20 tháng 8 năm 2022  |
| 1253               | "Đầy ấp châu báu! Thẩm định viên bốc phét" "Otakara-darake! Kojitsuke kantei-shi" (お宝だらけ！ こじつけ鑑定士)                                   | 27 tháng 8 năm 2022  |
| 1254               | "Chiếc túi lấy đồ" "Toriyosebaggu" (とりよせバッグ)                                                                                               | 27 tháng 8 năm 2022  |
| 1255               | "Cuộc phản công của người ngoài hành tinh Dorayaki!?" "Dorayaki-boshi hito no gyakushū! ?" (ドラヤキ星人の逆襲！？)                               | 3 tháng 9 năm 2022   |
| 1256               | "Găng tay cổ vũ động viên chiến thắng" "Shōri o yobu chiarīdā tebukuro" (勝利を呼ぶチアリーダー手ぶくろ)                                          | 3 tháng 9 năm 2022   |
| Làm lại từ tập 283 | |                      |
| 1257               | "Tìm thấy rồi! Tổ tiên tội nghiệp của gia tộc Nobi" "Sagase! Nobi-ka no heppoko gosenzo-sama" (さがせ！野比家のへっぽこご先祖さま)                | 3 tháng 9 năm 2022   |
| 1258               | "Thức ăn cho mèo vẫy gọi" "Kamukamukyattofūdo" (カムカムキャットフード)                                                                           | 10 tháng 9 năm 2022  |
| Làm lại từ tập 174 | |                      |
| 1259               | "Nobita cũng trôi dạt" "Nobita hyōryū-ki" (のび太漂流記)                                                                                          | 17 tháng 9 năm 2022  |
| Làm lại từ tập ?   | |                      |
| 1260               | "Khối dọc không gian bốn chiều" "Yojigentatemashiburokku" (四次元たてましブロック)                                                                | 24 tháng 9 năm 2022  |
| Làm lại từ tập ?   | |                      |
| 1261               | "Cây gậy ẩn thân" "Kakurenbō" (かくれん棒) | 1 tháng 10 năm 2022  |
| 1262               | "Triệu phú Nobita" "Daifūgō Nobita" (大富豪のび太)                                                                                                | 1 tháng 10 năm 2022  |
| Làm lại từ tập ?   | |                      |
| 1263               | "Có quá nhiều từ tượng thanh" "Onomatope ga ippai" (オノマトペがいっぱい)                                                                         | 8 tháng 10 năm 2022  |
| 1264               | "Sách ngon quá đi" "Hon wa oishiku yomou" (本はおいしく読もう)                                                                                    | 8 tháng 10 năm 2022  |
| 1265               | "Giống như thật!? Bộ mô hình nhựa quan sát thiên nhiên" "Marude honmono!? Shizen kansatsu puramoshirīzu" (まるでホンモノ!?自然観察プラモシリーズ) | 15 tháng 10 năm 2022 |
| Làm lại từ tập 80  | |                      |
| 1266               | "Bảng lỗ nhìn trộm" "Nozoki ana bōdo" (のぞき穴ボード)                                                                                            | 15 tháng 10 năm 2022 |
| 1267               | "Huy hiệu bốn mùa" "Ōrushīzunbajji" (オールシーズンバッジ)                                                                                        | 22 tháng 10 năm 2022 |
| Làm lại từ tập ?   | |                      |
| 1268               | "Jaian ủ rũ bơ phờ" "Gun'nyari Jaian" (グンニャリジャイアン)                                                                                      | 22 tháng 10 năm 2022 |
| Làm lại từ tập 95  | |                      |
| 1269               | "Gắp mọi thứ với trò chơi gắp gấu" "Nan demo kurēngēmu" (なんでもクレーンゲーム)                                                                  | 29 tháng 10 năm 2022 |
| 1270               | "Sợi dây kết nối" "Musubi no ito" (むすびの糸) | 29 tháng 10 năm 2022 |
| Làm lại từ tập 139 | |                      |
| 1271               | "Bọ rùa quật ngã 7 lần" "Na na korobi tentōchū" (ななころびてんとう虫)                                                                            | 5 tháng 11 năm 2022  |
| 1272               | "Mũ cảm nhận thực" "Jikkanbō" (実感帽) | 5 tháng 11 năm 2022  |
| 1273               | "Hộp chuyển thể Anime" "Animebako" (アニメばこ)                                                                                                   | 12 tháng 11 năm 2022 |
| 1274               | "Truyện tranh mới của Jaiko" "Jaiko no shinsaku manga" (ジャイ子の新作まんが)                                                                     | 12 tháng 11 năm 2022 |
| Làm lại từ tập ?   | |                      |
| 1275               | "Quay về đi ngựa tre ơi" "Modore umatake" (もどれウマタケ)                                                                                        | 26 tháng 11 năm 2022 |
| 1276               | "Gậy xoa dịu" "Māmābō" (まあまあ棒) | 26 tháng 11 năm 2022 |
| Làm lại từ tập ?   | |                      |
| 1277               | "Vé vào cổng vùng đất cổ tích" "Meruhenrando nyūjō-ken" (メルヘンランド入場券)                                                                    | 3 tháng 12 năm 2022  |
| 1278               | "Hãy phóng vệ tinh cá nhân nào" "Jikayōeisei o uchiageyou" (自家用衛星を打ち上げよう)                                                             | 3 tháng 12 năm 2022  |
| 1279               | "Gậy tạo độ dốc" "Rifutosutokku" (リフトストック)                                                                                                 | 10 tháng 12 năm 2022 |
| Làm lại từ tập ?   | |                      |
| 1280               | "Chuyển giao công việc trả lại! Thẻ hoàn trả tự động" "Batontatchi de omakase! Jidōhensōnifuda" (バトンタッチでおまかせ! 自動返送荷札)            | 10 tháng 12 năm 2022 |
| 1281               | "Cửa hàng nội thất tại nhà" "Uchi de no depāto" (うちでのデパート)                                                                                | 17 tháng 12 năm 2022 |
| 1282               | "Giáng Sinh vui vẻ với bàn thợ gốm" "Ro kuro de happīkurisumasu" (ろくろでハッピークリスマス)                                                     | 24 tháng 12 năm 2022 |
| 1283               | "Dorami bay lên!? Khinh khí cầu Mini" "Sora tobu dorami!? Mininetsukikyū" (空とぶドラミ!?ミニ熱気球)                                              | 24 tháng 12 năm 2022 |
| Làm lại từ tập ?   | |                      |
| 1284               | "Thất bại của năm trong năm nay" "Kotoshi no shippai kotoshi no uchi ni" (今年の失敗今年のうちに)                                                 | 31 tháng 12 năm 2022 |

### Năm 2023
| #                  | Tên tập phim | Ngày phát sóng gốc   |
| ------------------ | --- | -------------------- |
| 1285               | "Giấy truy tìm kho báu" "Takara sagashi pēpā" (宝さがしペーパー)                                                                            | 7 tháng 1 năm 2023   |
| 1286               | "Tức giận, ấm áp" "Kakkahokahoka" (カッカホカホカ)                                                                                          | 7 tháng 1 năm 2023   |
| 1287               | "Chơi với tuyết bằng người máy khổng lồ!?" "Kyodai robotto de yuki asobi!?" (巨大ロボットで雪あそび!?)                                      | 14 tháng 1 năm 2023  |
| 1288               | "Chiếc máy biết ơn" "Arigatamiwakariki" (ありがたみわかり機)                                                                                | 21 tháng 1 năm 2023  |
| Làm lại từ tập 403 | |                      |
| 1289               | "Quần Quỷ là quần xịn?" "Oninopantsu wa ī pantsu?" (鬼のパンツはいいパンツ?)                                                                | 28 tháng 1 năm 2023  |
| 1290               | "Cái bình ấn huyệt" "Tsubo oshi tsubo" (ツボ押し壺)                                                                                         | 4 tháng 2 năm 2023   |
| 1291               | "Việc làm thêm của quái vật tuyết" "Yukiotoko no arubaito" (雪男のアルバイト)                                                               | 4 tháng 2 năm 2023   |
| Làm lại từ tập 202 | |                      |
| 1292               | "Bị sâu răng trốn mệt lắm" "Dotabata mushiba tōbō-ki" (ドタバタ虫歯逃亡記)                                                                  | 11 tháng 2 năm 2023  |
| Làm lại từ tập ?   | |                      |
| 1293               | "Diều lượn trẻ em" "Okosama hanguguraidā" (お子さまハンググライダー)                                                                        | 11 tháng 2 năm 2023  |
| 1294               | "Chiến lược tóm lấy bạch tuộc Nobita!" "Nobi tako hokaku dai sakusen!" (のびタコ捕獲大作戦!)                                                | 18 tháng 2 năm 2023  |
| 1295               | "Máy ảnh thay đổi tình thế" "Kachikachikamera" (カチカチカメラ)                                                                             | 18 tháng 2 năm 2023  |
| -                  | "Doraemon: Nobita và cuộc chiến vũ trụ tí hon 2021"                                                                                         | 4 tháng 3 năm 2023   |
| 1296               | "Chú chó giữ bí mật" "Himitsugenshuken" (ヒミツゲンシュ犬)                                                                                  | 11 tháng 3 năm 2023  |
| 1297               | "Hành trình của viên nang giọt nước" "Mizutama kapuseru no tabi" (水玉カプセルの旅)                                                         | 11 tháng 3 năm 2023  |
| 1298               | "Tháng 3 là mùa tốt nghiệp" "3 Tsuki wa sotsugyō no kisetsu" (3月は卒業の季節)                                                              | 18 tháng 3 năm 2023  |
| 1299               | "Tàu ngầm giấy với giá 200 Yên!!" "Shinkai sensuikan tatta ni hyaku-en!!" (深海潜水艦たった二百円!!)                                        | 18 tháng 3 năm 2023  |
| 1300               | "Hạt tiêu hắt xì bùng nổ" "Baku Hatsuko shou" (ばくはつこしょう)                                                                            | 25 tháng 3 năm 2023  |
| Làm lại từ tập 540 | |                      |
| 1301               | "Đệm huấn luyện thăng bằng" "Baransutorēnā" (バランストレーナー)                                                                            | 25 tháng 3 năm 2023  |
| 1302               | "Máy hút lời nói dối vào ngày Cá Tháng Tư" "Eipurirufūru ni usōjiki" (エイプリルフールにウソージキ)                                         | 1 tháng 4 năm 2023   |
| 1303               | "Nhà nuôi thú hoang dã" "Yaseipettogoya" (野生ペット小屋)                                                                                   | 1 tháng 4 năm 2023   |
| Làm lại từ tập ?   | |                      |
| 1304               | "Làm mây thủ công thật là vui" "Tedzukuri no kumo wa tanoshī ne" (手作りの雲は楽しいね)                                                     | 8 tháng 4 năm 2023   |
| 1305               | "Bách khoa toàn thư đồ thật thu nhỏ" "Jitsubutsu minichua ōhyakka" (実物ミニチュア大百科)                                                   | 15 tháng 4 năm 2023  |
| 1306               | "Khuya rồi còn có tiếng vọng núi!" "Ma yonaka ni yamabikoyama ga!" (ま夜中に山びこ山が!)                                                    | 22 tháng 4 năm 2023  |
| 1307               | "Trận chiến tàu đóng chai" "Botorushippu dai kaisen" (ボトルシップ大海戦)                                                                   | 22 tháng 4 năm 2023  |
| 1308               | "Cần câu nhẹ tênh" "Karugaru tsuri zao" (かるがるつりざお)                                                                                  | 29 tháng 4 năm 2023  |
| 1309               | "Đặt trước Dorayaki và vé xem phim" "Dora yaki eiga yoyaku-zumi" (ドラやき・映画・予約ずみ)                                                 | 6 tháng 5 năm 2023   |
| 1310               | "Rẽ trái hay rẽ phải, chọn con đường cho mình" "Migi ka hidari ka jinsei kōsu" (右か左か人生コース)                                         | 13 tháng 5 năm 2023  |
| Làm lại từ tập ?   | |                      |
| 1311               | "Đèn kiểm tra vị trí lúc đó là ở đâu" "Sono toki dokoni ita" (そのときどこにいた)                                                           | 20 tháng 5 năm 2023  |
| 1312               | "Kẹo cao su hăng hái" "Sharagamu" (シャラガム)                                                                                              | 20 tháng 5 năm 2023  |
| 1313               | "Ngày lễ cảm tạ lười biếng" "Gūtara kansha no hi" (ぐうたら感謝の日)                                                                        | 27 tháng 5 năm 2023  |
| Làm lại từ tập 100 | |                      |
| 1314               | "Bí mật trong tâm của Shizuka" "Shizukachan no kokoro no himitsu" (しずかちゃんの心の秘密)                                                  | 27 tháng 5 năm 2023  |
| Làm lại từ tập 171 | |                      |
| 1315               | "Lớn lên đánh bại Jaian" "Ōkiku natte jaian o yattsukero" (大きくなってジャイアンをやっつけろ)                                              | 3 tháng 6 năm 2023   |
| 1316               | "Bút vẽ lỗ đen - lỗ trắng" "Burakku howaitohōrupen" (ブラック・ホワイトホールペン)                                                          | 10 tháng 6 năm 2023  |
| 1317               | "Tàu ngầm đánh bắt bào ngư ra khơi" "Awabi tori sensuikan shukkō" (アワビとり潜水艦出航)                                                    | 17 tháng 6 năm 2023  |
| Làm lại từ tập ?   | |                      |
| 1318               | "Xây dựng hệ thống tàu điện ngầm" "Chikatetsu o tsukutchae" (地下鉄をつくっちゃえ)                                                          | 17 tháng 6 năm 2023  |
| Làm lại từ tập ?   | |                      |
| 1319               | "Xóa bỏ! Tia Laser chỉ điểm" "Kese! I rēzāpointā" (消せ!イ・レーザーポインター)                                                             | 24 tháng 6 năm 2023  |
| 1320               | "Tấm bạt đàn hồi" "Taranporin" (タランポリン)                                                                                               | 1 tháng 7 năm 2023   |
| 1321               | "Ngôi nhà mê cung" "Hōmumeiro" (ホームメイロ)                                                                                               | 8 tháng 7 năm 2023   |
| Làm lại từ tập ?   | |                      |
| 1322               | "Thức ăn phát triển côn trùng" "Mushi gungun" (虫ぐんぐん)                                                                                  | 15 tháng 7 năm 2023  |
| 1323               | "Dịch vụ vận chuyển Nobita thế nào?" "Nobita unsō wa ikaga" (のび太運送はいかが)                                                            | 22 tháng 7 năm 2023  |
| 1324               | "Làm cậu ta bất động" "Aitsu o katame chae" (あいつを固めちゃえ)                                                                            | 22 tháng 7 năm 2023  |
| Làm lại từ tập 465 | |                      |
| 1325               | "Xe tuần tra chính nghĩa" "Seigi no patokā" (正義のパトカー)                                                                                | 29 tháng 7 năm 2023  |
| 1326               | "Chụp tin sốt dẻo bằng "Máy ảnh thời cơ"..." ""Chansu kamera" de tokudane shashin o..." (『チャンスカメラ』で特ダネ写真を...)               | 5 tháng 8 năm 2023   |
| 1327               | "Tua lại những lần đánh hụt..." "Sora-buri wa maki modoshite..." (空ぶりは巻きもどして...)                                                  | 12 tháng 8 năm 2023  |
| 1328               | "Bơi trong không gian vũ trụ" "Hiro 〜 i uchū de kaisuiyoku" (広〜い宇宙で海水浴)                                                           | 19 tháng 8 năm 2023  |
| 1329               | "Nessie đang đến" "Nesshī ga kuru" (ネッシーがくる)                                                                                         | 26 tháng 8 năm 2023  |
| 1330               | "Cái hòm chứa ma" "Obaketsudzura" (お化けツヅラ)                                                                                            | 26 tháng 8 năm 2023  |
| 1331               | "Làm đồ thủ công đích thực" "Tedzukuri kōsaku o hon mono ni" (手作り工作をほんものに)                                                       | 2 tháng 9 năm 2023   |
| 1332               | "Chuyển nhà đến lâu đài ma quái" "Yū rei shiro e hikkoshi" (ゆうれい城へひっこし)                                                           | 2 tháng 9 năm 2023   |
| Làm lại từ tập 275 | |                      |
| 1333               | "Được như vậy thì tuyệt nhỉ! Đại cải tạo tủ tường trong mơ" "Dekitara ī na! Yume no oshiire dai kaizō" (できたらいいな！夢の押し入れ大改造) | 2 tháng 9 năm 2023   |
| 1334               | "Tiệc khiêu vũ của củ cải" "Daikon dansupātī" (だいこんダンスパーティー)                                                                    | 9 tháng 9 năm 2023   |
| Làm lại từ tập ?   | |                      |
| 1335               | "Huy hiệu bạn thân" "Naka ma bajji" (なかまバッジ)                                                                                          | 16 tháng 9 năm 2023  |
| 1336               | "Câu trả lời một lần! Máy dự đoán" "Kotae ippatsu! Mikomiyohōki" (答え一発!みこみ予ほう機)                                                  | 23 tháng 9 năm 2023  |
| 1337               | "Máy mua bán hàng tự động" "Jidō kaitori-ki" (自動買いとり機)                                                                               | 23 tháng 9 năm 2023  |
| 1338               | "Trời mưa vẫn có thể bắn pháo hoa" "Ame ga futte mo hanabi wa dekiru" (雨がふっても花火はできる)                                            | 30 tháng 9 năm 2023  |
| 1339               | "Quái nhân của thế giới tương lai" "Mirai sekai no kaijin" (未来世界の怪人)                                                                 | 7 tháng 10 năm 2023  |
| Làm lại từ tập ?   | |                      |
| 1340               | "Huy hiệu câu chuyện" "O hanashi bajji" (おはなしバッジ)                                                                                    | 7 tháng 10 năm 2023  |
| Làm lại từ tập ?   | |                      |
| 1341               | "Tờ báo mới nhất" "Ashita no shinbun" (あしたの新聞)                                                                                        | 14 tháng 10 năm 2023 |
| 1342               | "Giấy làm việc khi ngủ" "Nenagara kēsu" (ねながらケース)                                                                                    | 14 tháng 10 năm 2023 |
| 1343               | "Hái nấm Matsutake trong khu rừng nhỏ" "Hakoniwa de matsutake gari" (箱庭で松たけがり)                                                      | 21 tháng 10 năm 2023 |
| Làm lại từ tập ?   | |                      |
| 1344               | "Dòng sông rượu Sake bơi lội" "Sake no oyogu kawa" (酒の泳ぐ川)                                                                             | 28 tháng 10 năm 2023 |
| Làm lại từ tập ?   | |                      |
| 1345               | "Điện thoại gọi thuê" "Kashikiri denwa" (かしきり電話)                                                                                      | 28 tháng 10 năm 2023 |
| 1346               | "Khí lặn dưới mặt đất" "Don bura gasu" (どんぶらガス)                                                                                       | 4 tháng 11 năm 2023  |
| 1347               | "Trực thăng của Nobita" "Nobita no herikoputā" (のび太のヘリコプター)                                                                       | 4 tháng 11 năm 2023  |
| 1348               | "Giả khám phá không gian" "Uchūtankengokko" (宇宙探検ごっこ)                                                                                | 11 tháng 11 năm 2023 |
| 1349               | "Người bạn chính nghĩa Self Kamen" "Seigi nomi kata serufu kamen" (正義のみかたセルフ仮面)                                                  | 11 tháng 11 năm 2023 |
| Làm lại từ tập ?   | |                      |
| 1350               | "Tổ ong xoa dịu" "Shizumebachinosu" (シズメバチの巣)                                                                                        | 18 tháng 11 năm 2023 |
| 1351               | "Gậy điều khiển vật vô tri" "Museibutsu shiki bō" (無生物しきぼう)                                                                          | 25 tháng 11 năm 2023 |
| 1352               | "Tsubasa-chan đến nhà mình rồi" "Tsubasa-chan ga uchi e kita" (つばさちゃんがうちへきた)                                                    | 25 tháng 11 năm 2023 |
| 1353               | "Chân mèo mềm mại" "Fu ni ~yafu nyan" (ふにゃふニャン)                                                                                      | 2 tháng 12 năm 2023  |
| 1354               | "Mũ cân bằng trình độ" "Handikyappu" (ハンディキャップ)                                                                                     | 2 tháng 12 năm 2023  |
| 1355               | "Wanwan san sẻ" "O kobore wan wan" (おこぼれワンワン)                                                                                       | 9 tháng 12 năm 2023  |
| 1356               | "Sợi thường xuân quang học" "Hikari faibā Tsuta" (光ファイバーつた)                                                                         | 16 tháng 12 năm 2023 |
| 1357               | "Trống phát ra sấm chớp" "Kaminarida iko" (かみなりだいこ)                                                                                  | 23 tháng 12 năm 2023 |
| 1358               | "Hạt giống cây Giáng Sinh" "Kurisumasutsurī no tane" (クリスマスツリーの種)                                                                 | 23 tháng 12 năm 2023 |
| 1359               | "Làm Osechi năm mới bằng cách chơi chữ" "Goro-awase de ose chi o tsukurou" (ゴロ合わせでおせちをつくろう)                                   | 31 tháng 12 năm 2023 |

### Năm 2024
| #                  | Tên tập phim | Ngày phát sóng gốc   |
| ------------------ | --- | -------------------- |
| 1360               | "Phạm vi đã nhìn thấy" "Mita mama sukōpu" (見たままスコープ)                                                       | 6 tháng 1 năm 2024   |
| 1361               | "Bút thú cưng" "Petto pen" (ペットペン)                                                                            | 6 tháng 1 năm 2024   |
| Làm lại từ tập ?   | |                      |
| 1362               | "Ngân hàng công bằng" "Fuēru ginkō" (フエール銀行)                                                                 | 13 tháng 1 năm 2024  |
| 1363               | "Đại nạn của tấm dán xuyên thấu" "Tōshi shīru de dai pinchi" (透視シールで大ピンチ)                                | 13 tháng 1 năm 2024  |
| Làm lại từ tập 96  | |                      |
| 1364               | "Công ty chấp nhận làm mọi thứ" "Nan demo hikiuke kaisha" (なんでもひきうけ会社)                                   | 20 tháng 1 năm 2024  |
| 1365               | "Con ma hẹn giờ" "Obaketaimā" (オバケタイマー)                                                                     | 27 tháng 1 năm 2024  |
| 1366               | "Bút vẽ hình giả" "Misekake Ochi ga ki pen" (みせかけ落がきペン)                                                   | 27 tháng 1 năm 2024  |
| 1367               | "Bảng tên thay thế" "Irekaehyōsatsu" (いれかえ表札)                                                                | 3 tháng 2 năm 2024   |
| 1368               | "Trở thành đồ quý giá nhờ rương kho báu" "Otakara ni naru takarabako" (お宝になる宝箱)                             | 10 tháng 2 năm 2024  |
| 1369               | "Mình thích cậu lắm đó~" "Sukide tamara nya i" (好きでたまらニャい)                                                | 17 tháng 2 năm 2024  |
| Làm lại từ tập 18  | |                      |
| 1370               | "Nếu mình thắng đám cua" "Kattaraba gani" (勝ったらばガニ)                                                         | 24 tháng 2 năm 2024  |
| 1371               | "Tòa thành bất khả chiến bại sau núi" "Ura yama no muteki-jō" (うら山の無敵城)                                     | 2 tháng 3 năm 2024   |
| 1372               | "Búp bê giấy thay thế" "Migawarikaminingyō" (身がわり紙人形)                                                       | 2 tháng 3 năm 2024   |
| -                  | "Doraemon: Nobita và vùng đất lý tưởng trên bầu trời"                                                              | 2 tháng 3 năm 2024   |
| 1373               | "Bình xịt tâng bốc tài năng" "Heta uma supurē" (へたうまスプレー)                                                  | 9 tháng 3 năm 2024   |
| Làm lại từ tập ?   | |                      |
| 1374               | "Sticker biển báo giao thông" "Kōtsū hyōshiki sutekkā" (交通ひょうしきステッカー)                                  | 9 tháng 3 năm 2024   |
| 1375               | "Vực dậy, robot khổng lồ tự làm" "Dai abare, tedzukuri kyodai robo" (大あばれ、手作り巨大ロボ)                     | 16 tháng 3 năm 2024  |
| Làm lại từ tập 272 | |                      |
| 1376               | "Bản giao hưởng khoai lang nướng của Shizuka" "Shizuka no yakiimo kōkyōkyoku" (しずかの焼きイモ交響曲)             | 16 tháng 3 năm 2024  |
| 1377               | "Máy điều khiển con người" "Ningen'ayatsuriki" (人間あやつり機)                                                    | 23 tháng 3 năm 2024  |
| 1378               | "Con dao cắt ảnh" "Keshiki kattā" (けしきカッター)                                                                 | 23 tháng 3 năm 2024  |
| 1379               | "Lên trời! Xuống sông! Hoa thủ công" "Sora e! Kawa e! Hana kurafuto" (空へ!川へ!花クラフト)                        | 30 tháng 3 năm 2024  |
| 1380               | "Tấm thảm đi đến hạnh phúc" "Happīpuromunādo" (ハッピープロムナード)                                               | 30 tháng 3 năm 2024  |
| Làm lại từ tập ?   | |                      |
| 1381               | "Nước uống tăng cảm xúc" "Kangekidorinku" (カンゲキドリンク)                                                       | 6 tháng 4 năm 2024   |
| 1382               | "Hãy đi thuê khi bạn gặp khó khăn!" "Pinchi no toki wa rentaru de!" (ピンチの時はレンタルで!)                      | 13 tháng 4 năm 2024  |
| 1383               | "Làng lều hình củ măng" "Take no ko-gata tento no sato" (たけのこ型テントの里)                                     | 20 tháng 4 năm 2024  |
| 1384               | "Nobita bị nhốt ở trong gương" "Kagami no naka no Nobita" (かがみの中ののび太)                                     | 27 tháng 4 năm 2024  |
| 1385               | "Thời gian ơi, chuyển động đi〜!!" "Jikan yo ugoke〜tsu!!" (時間よ動け〜っ!!)                                      | 4 tháng 5 năm 2024   |
| Làm lại từ tập ?   | |                      |
| 1386               | "Chiến lược xe riêng nhân Ngày của Mẹ" "Haha no hi maikā dai sakusen" (母の日マイカー大作戦)                       | 11 tháng 5 năm 2024  |
| 1387               | "Đầu máy hơi nước con người" "Ningenkikansha" (人間機関車)                                                         | 18 tháng 5 năm 2024  |
| Làm lại từ tập 578 | |                      |
| 1388               | "Giải độc đắc xổ số" "Takarakuji ōatari" (宝くじ大当たり)                                                          | 25 tháng 5 năm 2024  |
| Làm lại từ tập ?   | |                      |
| 1389               | "Chuyến phiêu lưu trên du thuyền" "Yotto dai bōken" (ヨット大冒険)                                                 | 1 tháng 6 năm 2024   |
| 1390               | "Công ty quảng cáo qua gương" "Kagami de komāsharu" (かがみでコマーシャル)                                         | 8 tháng 6 năm 2024   |
| Làm lại từ tập 561 | |                      |
| 1391               | "Chỉ hai người đi đến mặt trăng" "Futari-kkiri de tsuki ryokō" (ふたりっきりで月旅行)                              | 15 tháng 6 năm 2024  |
| 1392               | "Giải quyết câu đố với ngôi nhà hồi hộp" "Nazotoki! Haraharahausu" (謎解き!ハラハラハウス)                         | 22 tháng 6 năm 2024  |
| 1393               | "Chiến dịch đổi chỗ ngồi bằng máy ảnh!" "Kamera de seki ga e dai sakusen!" (カメラで席がえ大作戦!)                 | 29 tháng 6 năm 2024  |
| 1394               | "Linh hồn hộ mệnh Robot" "Robotto haigorei" (ロボット背後霊)                                                       | 6 tháng 7 năm 2024   |
| Làm lại từ tập ?   | |                      |
| 1395               | "Giấy khăn choàng bay" "Tobirettopēpā" (トビレットペーパー)                                                        | 13 tháng 7 năm 2024  |
| 1396               | "Kế hoạch thoát khỏi điểm 0 của Nobita" "Nobita no 0-ten dasshutsu sakusen" (のび太の0点脱出作戦)                  | 13 tháng 7 năm 2024  |
| Làm lại từ tập 274 | |                      |
| 1397               | "Đi du lịch trải nghiệm đến Paris thôi!" "Kaigai ryokokki de Pari e ikou!" (海外リョコッキでパリへ行こう!)         | 20 tháng 7 năm 2024  |
| 1398               | "Dụng cụ học tập nhảy Breaking" "Bunbōgu bureikin" (文房具ブレイキン)                                              | 27 tháng 7 năm 2024  |
| 1399               | "Thế giới chơi dây" "Ayatori sekai" (あやとり世界)                                                                 | 3 tháng 8 năm 2024   |
| Làm lại từ tập ?   | |                      |
| 1400               | "Máy bơm khí cực mạnh" "Kyōryoku haiponpugasu" (強力ハイポンプガス)                                                | 3 tháng 8 năm 2024   |
| 1401               | "Tay cầm bám cá" "Totoraido" (トトライド)                                                                          | 10 tháng 8 năm 2024  |
| 1402               | "Kẻ nào cản trở cho đi ngủ luôn!" "Jama-sha o nemurasero!" (じゃま者をねむらせろ!)                                 | 17 tháng 8 năm 2024  |
| 1403               | "Cái đĩa của Kappa" "Kappanōsara" (カッパのおさら)                                                                 | 24 tháng 8 năm 2024  |
| 1404               | "Bia đá 10 điều răn đe" "Shíjiè shíbǎn" (十戒石板)                                                                 | 31 tháng 8 năm 2024  |
| 1405               | "Câu chuyện về sự khởi đầu" "Hajimari no hanashi" (はじまりの話)                                                   | 7 tháng 9 năm 2024   |
| 1406               | "Nobita và truyền thuyết chiếc bánh Hy Lạp" "Nobita to Girisha no kēki densetsu" (のび太とギリシャのケーキ伝説)    | 7 tháng 9 năm 2024   |
| 1407               | "Gậy mèo nhờ vả" "Nyan toka nyā ru" (ニャントカニャール)                                                           | 14 tháng 9 năm 2024  |
| 1408               | "Chiếm đoạt thân xác Jaian" "Jaian nottori" (ジャイアン乗っとり)                                                   | 21 tháng 9 năm 2024  |
| 1409               | "Thủy cung sứa của Nobita" "Nobita no kurage suizokukan" (のび太のクラゲ水族館)                                    | 28 tháng 9 năm 2024  |
| 1410               | "Bộ xe mini thực tế" "Jitsuyō minikā setto" (実用ミニカーセット)                                                   | 28 tháng 9 năm 2024  |
| 1411               | "Bác sĩ thú y Jaian" "Dr. Jaian" (Dr.ジャイアン)                                                                   | 5 tháng 10 năm 2024  |
| 1412               | "Phóng lên! Tên lửa của Shizuka" "Tobe! Shizukachan no roketto" (飛べ!しずかちゃんのロケット)                      | 12 tháng 10 năm 2024 |
| 1413               | "Đài truyền hình Honekawa Suneo" "Honekawasuneo terebi" (骨川スネ夫テレビ)                                         | 19 tháng 10 năm 2024 |
| 1414               | "Máy phát sóng thành thật" "Shōjikidenpa" (ショージキデンパ)                                                       | 19 tháng 10 năm 2024 |
| 1415               | "Nhà phát triển Game Nobita" "Gēmukuriētā Nobita" (ゲームクリエーターのび太)                                       | 26 tháng 10 năm 2024 |
| 1416               | "Đồ chơi thủ công thế kỷ 22" "22 Seiki no tedzukuri omocha" (22世紀の手作りおもちゃ)                               | 2 tháng 11 năm 2024  |
| 1417               | "Cái đồ đáng ghét đấy" "Ni kkuki aitsu" (にっくきあいつ)                                                           | 2 tháng 11 năm 2024  |
| 1418               | "Màn diễn kịch rối tự động" "Jidō ningyō geki" (自動人形げき)                                                      | 9 tháng 11 năm 2024  |
| 1419               | "Cái ví con chồn" "Tanuki-sa ifu" (タヌキさいふ)                                                                   | 16 tháng 11 năm 2024 |
| 1420               | "Bức ảnh biết nói chuyện" "Shashinshabēru" (シャシンシャベール)                                                    | 23 tháng 11 năm 2024 |
| 1421               | "Bộ trò chơi giả truy tìm kho báu" "Takara sagashigokkosetto" (宝さがしごっこセット)                               | 30 tháng 11 năm 2024 |
| Làm lại từ tập ?   | |                      |
| 1422               | "Gửi là trúng!! Bưu thiếp tham gia trúng thưởng" "Daseba ataru! ! Ken shōyō hagaki" (だせば当たる!!けん賞用ハガキ) | 30 tháng 11 năm 2024 |
| 1423               | "Siêu cấp trò chơi "Khi nào ở đâu"" "Urutora itsu doko gēmu" (ウルトラいつどこゲーム)                              | 7 tháng 12 năm 2024  |
| 1424               | "Cơn bão dây cót" "Noro i no orugōru" (ノロいのオルゴール)                                                         | 14 tháng 12 năm 2024 |
| 1425               | "Hộp nhạc làm chậm" "Nejishikitaifū" (ねじ式台風)                                                                  | 14 tháng 12 năm 2024 |
| 1426               | "Bữa tiệc Giáng Sinh đầy bất ngờ" "Kurisumasupātī wa totsuzen ni" (クリスマスパーティーは突然に)                   | 21 tháng 12 năm 2024 |
| 1427               | "Khí giai điệu" "Merodīgasu" (メロディーガス)                                                                      | 21 tháng 12 năm 2024 |
| 1428               | "Đón Giao Thừa ở Tây Ban Nha" "Toshikoshi wa Supein de" (年越しはスペインで)                                       | 31 tháng 12 năm 2024 |

Phần sau: Danh sách tập phim Doraemon (2025–nay)